# Національний археологічний музей (Неаполь)
Національний археологічний музей в Неаполі (італ. Museo archeologico nazionale di Napoli) — один з найкращих археологічних музеїв Італії і світу, що має коштовну колекцію артефактів Стародавнього Риму надзвичайної наукової, культурної і мистецької вартості.

## Споруда
Драматична історія міста Неаполь відбилася і на історії місця, де зараз розташоване величне приміщення музею, і на історії його перебудов, і на історії змін вимог до музейних закладів.
Колись це було місце цвинтаря Санта Тереза. Старий цвинтар забудували у 1585 році, створивши казарми для загону кавалеристів. Казарми були розташовані якраз перед фортечними мурами міста. Будівництво розтяглося надовго через нестачу води. До недобудованих споруд повернувся 1612 року іспанський вице-король дон Педро Фернандес де Кастро, граф Лемос, що наказав пристосувати споруду під Неаполітанський університет. Роботи по добудові і пристосуванню під музейний заклад очолив архітектор Джуліо Чезаре Фонтана (1580—1627). Споруда казарм перетворена на палацового типу приміщення з внутрішнім двором та бібліотекою. З відкриттям університету поспішали і відкрили у 1615 році ще недобудовану споруду. Приміщення пережило і політичні зміни віце-королів, і повстання Мазаньєлло 1647 року, і два руйнівні землетруси 1670 и 1688 рр. Велична споруда просідала і пішла тріщинами. Тоді і позакладали характерні для Італії відкриті аркади внутрішнього дворика. В 18 столітті споруду неодноразово ремонтували, в 1742 році архітектор Фердинандо Санфеліче почав будувати східне крило навчального закладу. Увесь час тут діяв університет, який нарешті перевели в приміщення колишнього Спасського монастиря.

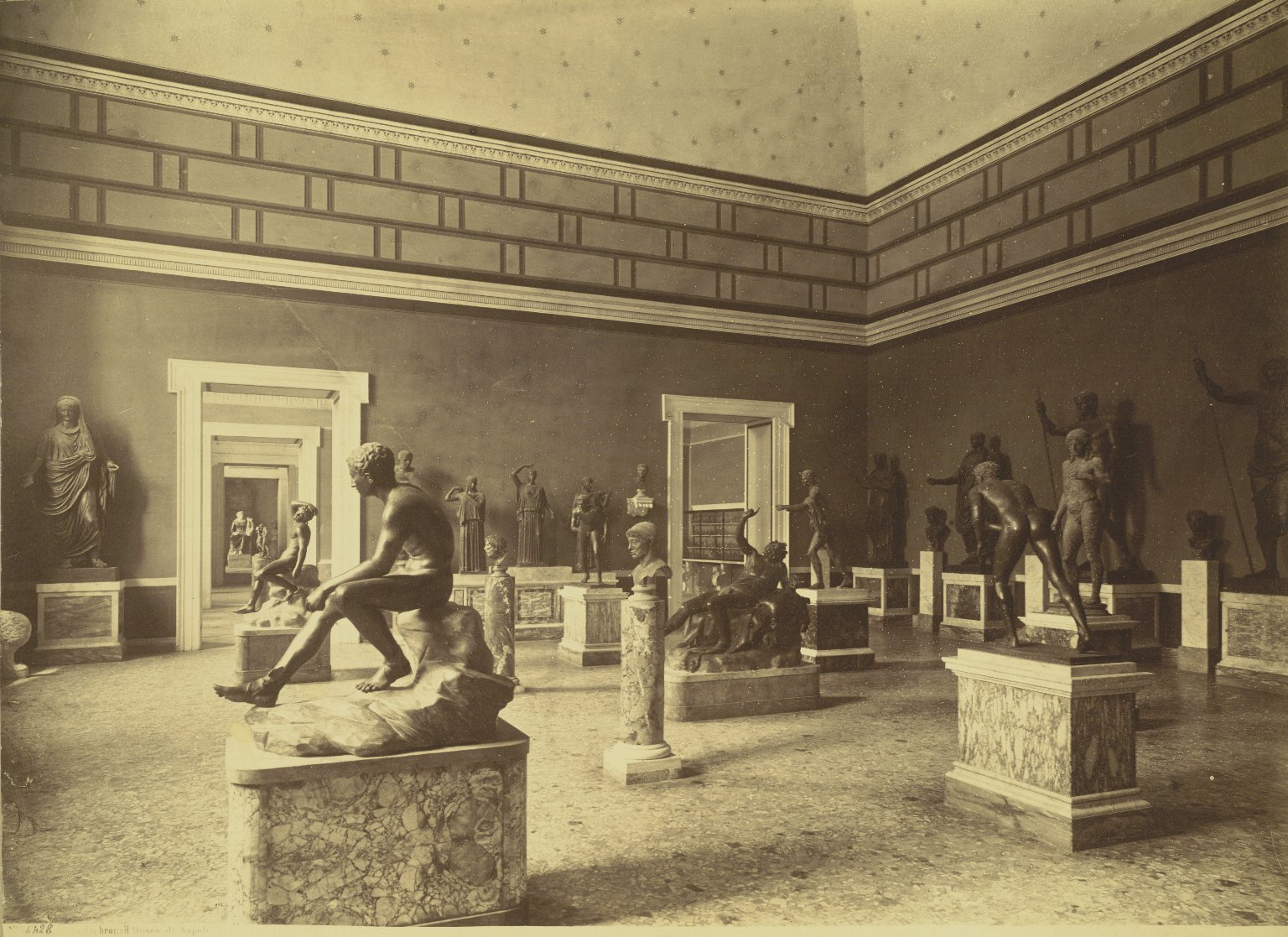
Експозиція бронзових скульптур напередодні 1914 року.

З 1777 року в вивільнених приміщеннях — створили музей правлячої династії Бурбонів. Так розпочалася музейна частина життя споруд. Важливою сторінкою музейного життя стало вивезення в 1786–1788 рр. в Неаполь з Риму майна Єлизавети Фарнезе, рідної бабці короля Фердинанда IV, незважаючи на протести і протидію папи римського Пія VI. Майно мало також значні мистецькі скарби у вигляді картин роботи відомих художників Італії 16-18 століть і мармурову скульптуру. Музей Бурбонів добудували приміщеннями на півночі. А 1819 року на пагорбі Каподімонте вибудували навіть обсерваторію. Споруда витримала ще декілька землетрусів, руйнувалася і втрачала декор доби бароко. В 19 столітті вона вже набула стриманого вигляду споруди доби класицизму, притаманного їй і зараз. Музей перейшов в державну власність з 1860 р. Незадовго до цього в Неаполі зруйнували фортечні мури 16 століття, склади навколо музею і портові споруди. Так музейна споруда увійшла до межі міста XIX ст. Реконструкція і пристосування до музейних вимог неодноразово проводилось у XX столітті. В 1920 р., 335 років від початку будівельних робіт, будівництво музею було закінчено, коли упорядкували останню залу колись недобудованого другого поверху на сході (залу віддали під експозицію медалей). Чергові пристосування відбулись на зламі 20-21 ст.

## Хижацькі розкопки Помпей
Смерть покровителя папи римського у 1590 р. і вороже оточення конкурентів спонукали відомого італійського архітектора і інженера Доменіко Фонтана до вимушеного від'їзду з Рима. З 1592 р. він перебуває у Неаполі, ще одному бароковому центрі Італії. Йому належить честь розробки проекту палацу Реале і проекту реконструкції порту міста.
Під час риття каналу від річки Сарно, він з працівниками наштовхнувся на давню фортечну стіну. Це була стіна давньоримського міста Помпеї, відкритого випадково. Розкопки цього давньоримського міста почнуться лише у 18 столітті.
Розкопки на цьому місті з березня 1748 року розпочав іспанець Алькуб'єрре з дозволу неаполітанського короля Карла III Бурбона, бо прознав, що тут часто знаходили римські старожитності. Алькуб'єрре пригнав на поле 12 каторжан у кайданах і наказав копати. У Помпеях розпочався грабіжницький етап розкопок, що триватиме майже 150 років. Неаполітанські королі навіть дозволяли вести хижацькі розкопки вельможним гостям з інших країн, а всі знахідки — вивозити як сувеніри. Надзвичайно довго метою пошуків було відкриття мистецьки значущих речей. Усе інше — викидали. Попри освічених осіб і фанатиків римської античності багато і хижацькі копали грабіжники, бо в Неаполі століттями мешкала армія жебраків, авантюристів і криміналітету. Систему в проведення розкопок з 1807 р. запровадив науковець Михайло Ардіті. Він складав план проведення майбутніх робіт, запропонував придбати значну земельну ділянку (що перевищувала площу міста) в державну скарбницю, наказав вивозити залишки землі за межі розкопок, а не закидати нею пограбовані і спорожнілі будинки Помпей. За керування Ардіті вже працювало 150 осіб водночас, а пізніше — до 700 на день.
Новий етап розпочався з 1868 р., коли уряд Об'єднаної Італії передав керівництво розкопками Джузеппе Фьореллі. Він почав вивчати не поодинокі археологічні зразки, а місто — комплекс. Фьореллі наказав звільнити від сміття і землі вулиці і провулки, ремонтував будинки, повертав їм перекриття і навіть другі поверхи. Звернули увагу і на порожнини. Згорілі дерев'яні балки залишали порожнини в стінах, які заливали гіпсом. Зліпки слугували зразками для створення нових дерев'яних конструкцій, які вмуровували в первісні місця. Методу перенесли і на порожнини в вулканічному попілу, що залишились від померлих людей і тварин. Археологічний музей в Неаполі, окрім посуду, рельєфів і монет, скульптур і бронз, наповнили муляжі жертв виверження вулкана Везувій.

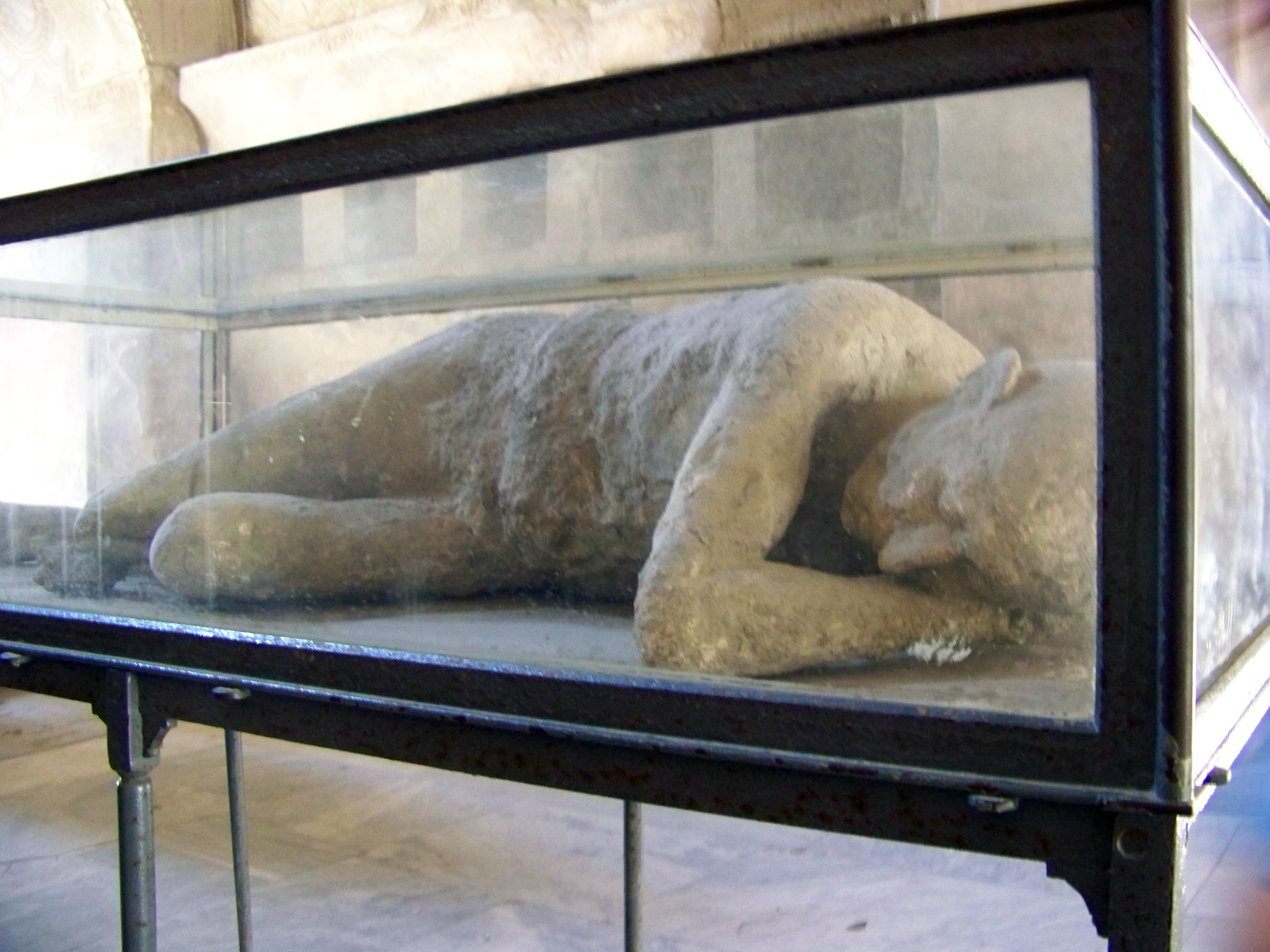
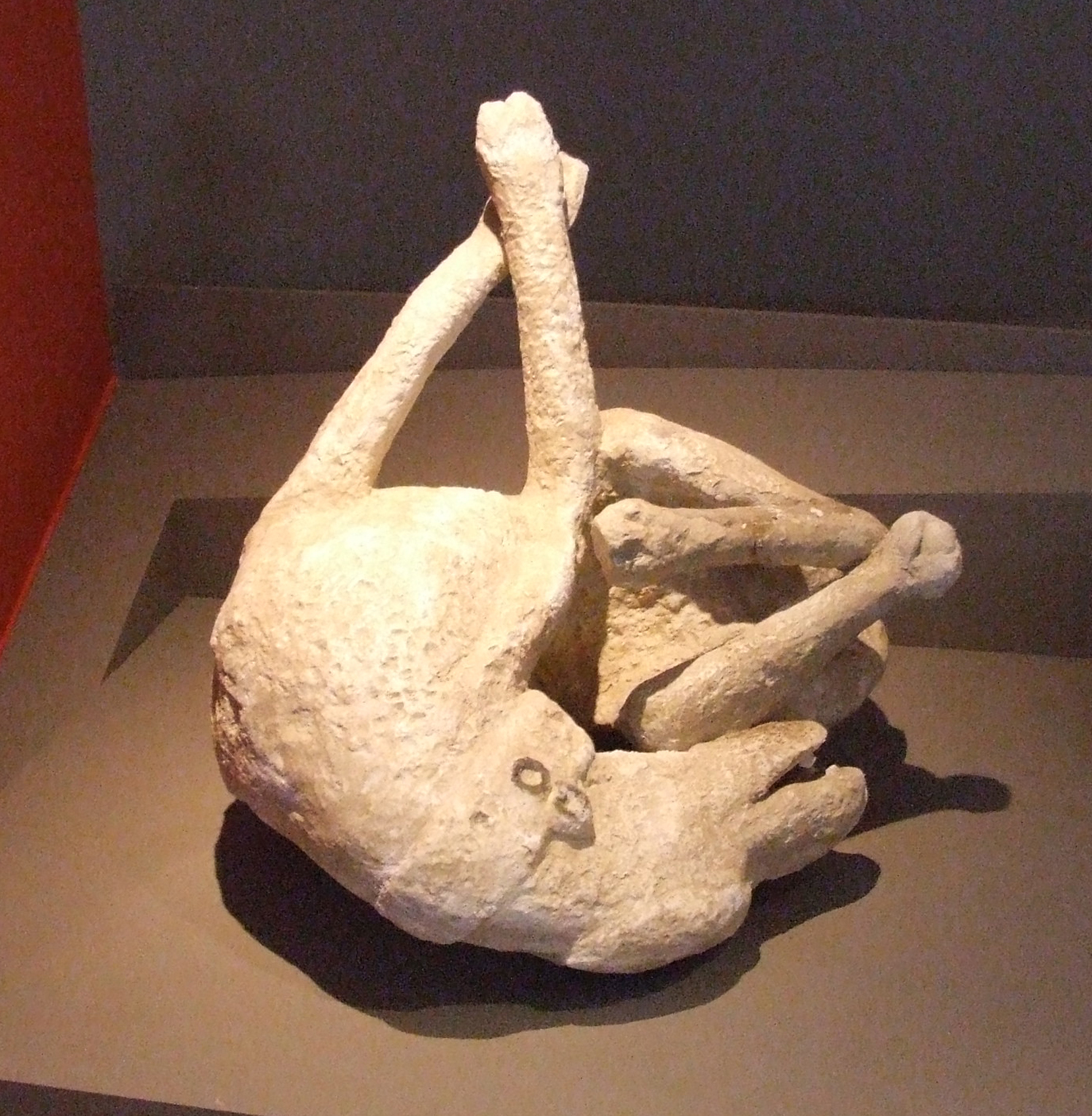
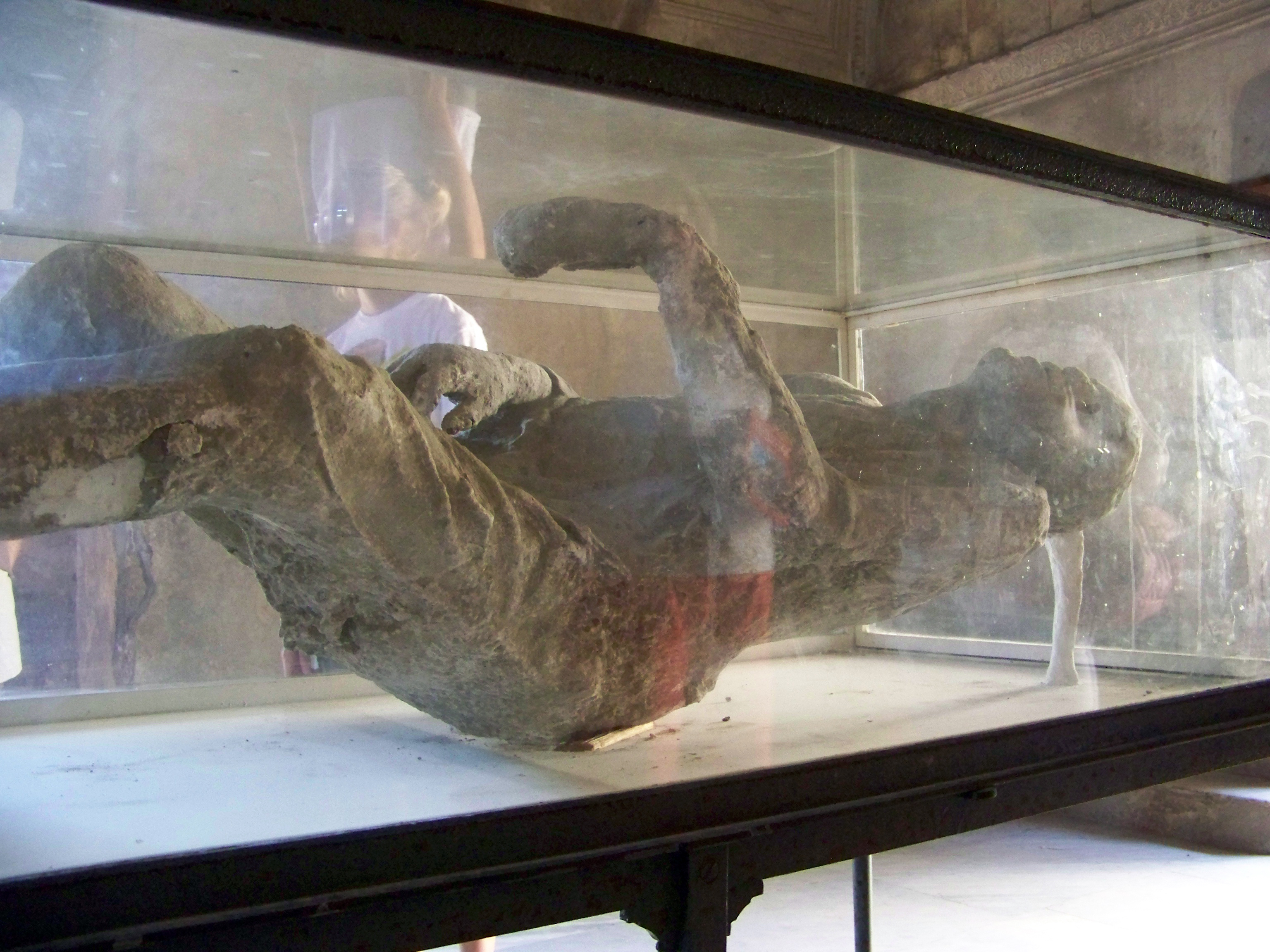

Методу пристосували навіть для роспізнання рослин і квітів, що прикрашали античні сади в Помпеях. Гіпсом заливали порожнини від коренів рослин, які вивчали ботаніки. Пізніше при реставраційному відновленні атріумів і античних садів — туди повертали аналогічні рослини. Так були відновлені античні сади і квітники в Будинку Венери, Будинку Веттіїв. В померле від виверження Везувію місто почали повертати життя.

## Історія створення. Головні частини збірок

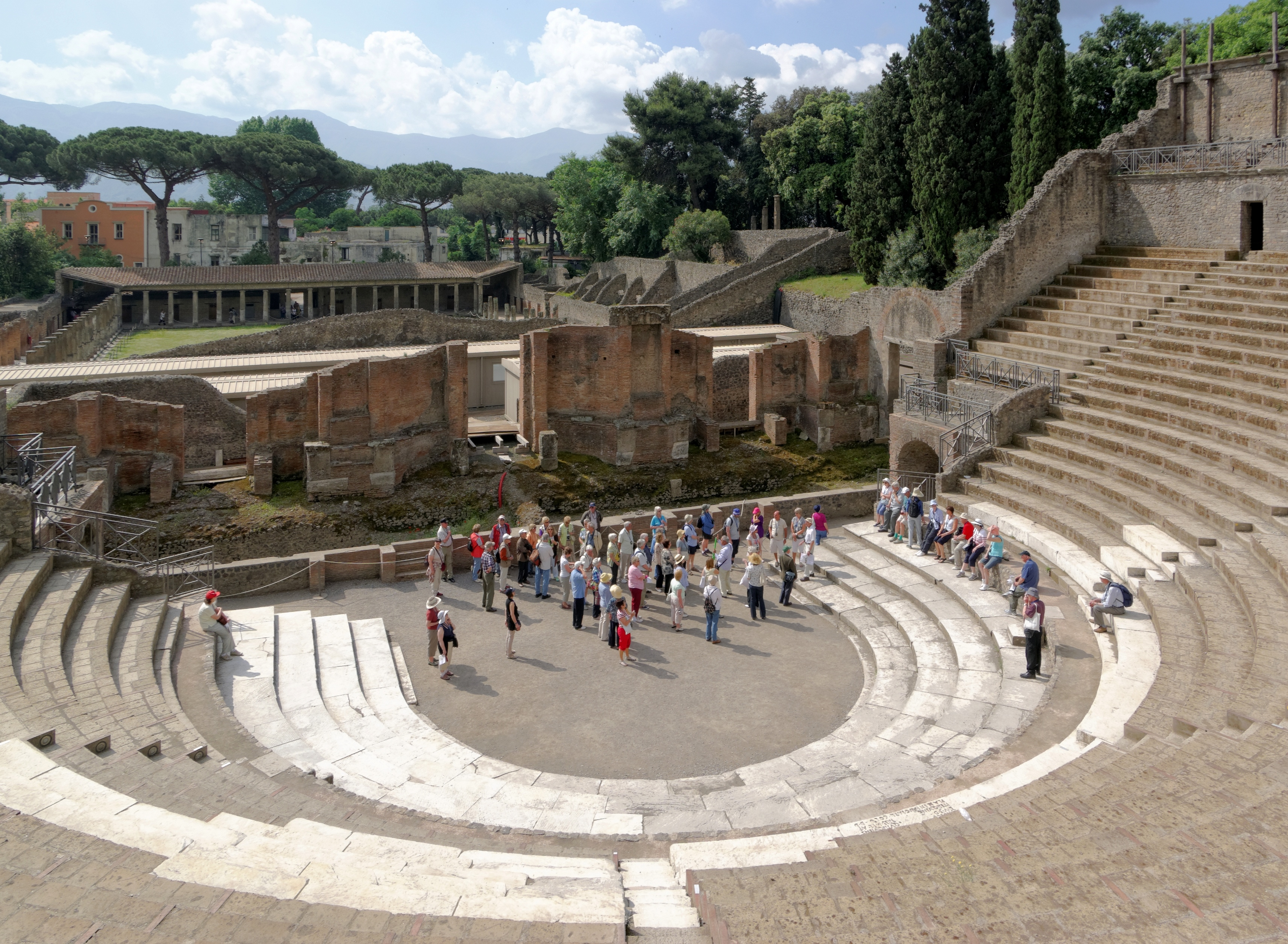
Великий театр в Помпеях

1. Археологічні знахідки з Помпей становлять і досі значну частину археолгічних експозицій музею. Але загинули не тільки Помпеї, а ще два невеличких міста — Стабії і Геркуланум. До колекцій додали археологічні знахідки в Кампаньї. Дійсно археологічним музеєм заклад став фактично з 1957 року, коли в залів першого поверху вивезли живопис в музей Каподімонте.
2. Колекція «Велика Греція» — це знахідки в колишніх грецьких містах на півдні Італії.
3. Археологічні знахідки доісторичного періоду — від доби палеоліту до бронзи.
4. Давньоримська скульптура з інших археологічних розкопок (Рим і римські вілли тощо).
Перевезенню в музейні зали (з відповідними умовами збереження) все більшої частини знахідок сприяють клопоти по захисту знахідок і їх прямому рятуванні. В роки 2-ї світової війни на уславлений нині Будинок Фавна і на Театр в Помпеях зкинули бомби. На щастя, всі мистецьки скарби Будинку Фавна встигли вивезти в музей. Бомби 1943 р. впали і на споруду невеликого музею, заснованого ще 1861 року в споруді антикваріума в самих Помпеях біля Морських воріт.
Залишені на місці фрески руйнуються від спекотного сонця і дощів, намокають і падають стіни будинків, незаконно добувають «сувеніри на згадку» тисячі туристів. Оригінали мармурових і бронзових скульптур перенесені в Музей, в античному місті виставлені — копії. За попередніми підрахунками в Помпеях мешкало близько 20.000 осіб. Райони 1, 3, 4, 5 та 9 — в місті не розкриті досі.

## Фрески

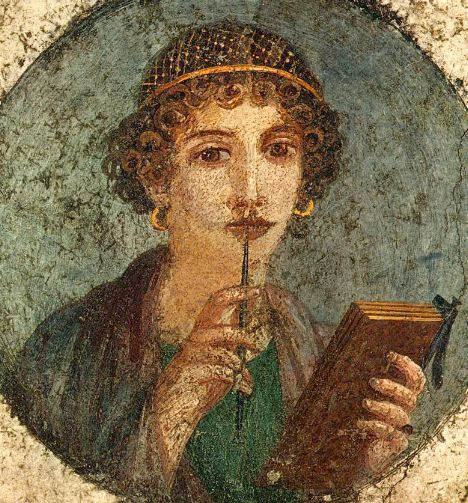
«Поетеса» («Сапфо»), фреска з Геркуланума

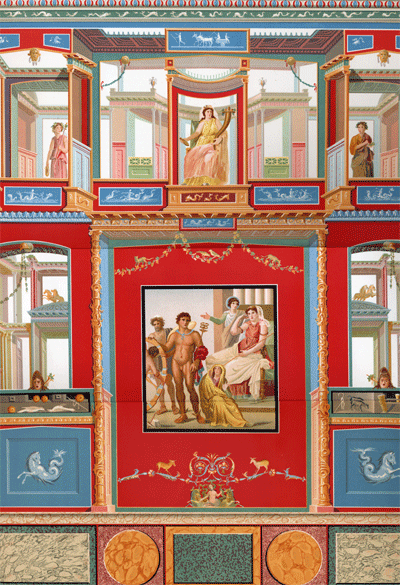
Фреска Будинку Веттіїв. Реконструція XIX століття з відновленням пошкоджень.

Фрески з Помпей — найповніший комплект давньоримських монументальних стінописів. Незважаючи на пошкодження, вони свідчать про розповсюджені тоді сюжети, моди, технічні засоби їхнього створення, смаки приватних володарів. Значний внесок в вивчення монументальних творів Помпей зробив німецький науковець Август Мау. За пропозиціями Мау тепер розріняють цілих чотири стилі стінописів, що йшли один за одним у Помпеях. Унікальним комплексом збережених фресок стали фрески Вілли Містерій. Віднайдена і фреска з зображенням покровительки міста — Венери Помпейської, що їде колісницею на чотирьох слонах. Прагматичні помпеяни не цуралися грошей, про що свідчать написи «Привіт, прибуток!». Стіну майстерні одного з мешканців на ім'я Вівікунд (Vivicundus) прикрашало зображення Меркурія з кошелем грошей у руці. Збереглася навіть вивіска невеличкого готелю з зображенням фенікса та двох павичів.
Фрески в Помпеях виконували в різні роки і майстрами різної обдарованості, є посередньо виконані зразки, є досить майстерні, що увійшли в скарбницю історії європейського мистецтва (зображення так званої поетеси, фрески з пейзажами з храму Ісіди, фрески з зображенням римського порту і тогочасними човнами).

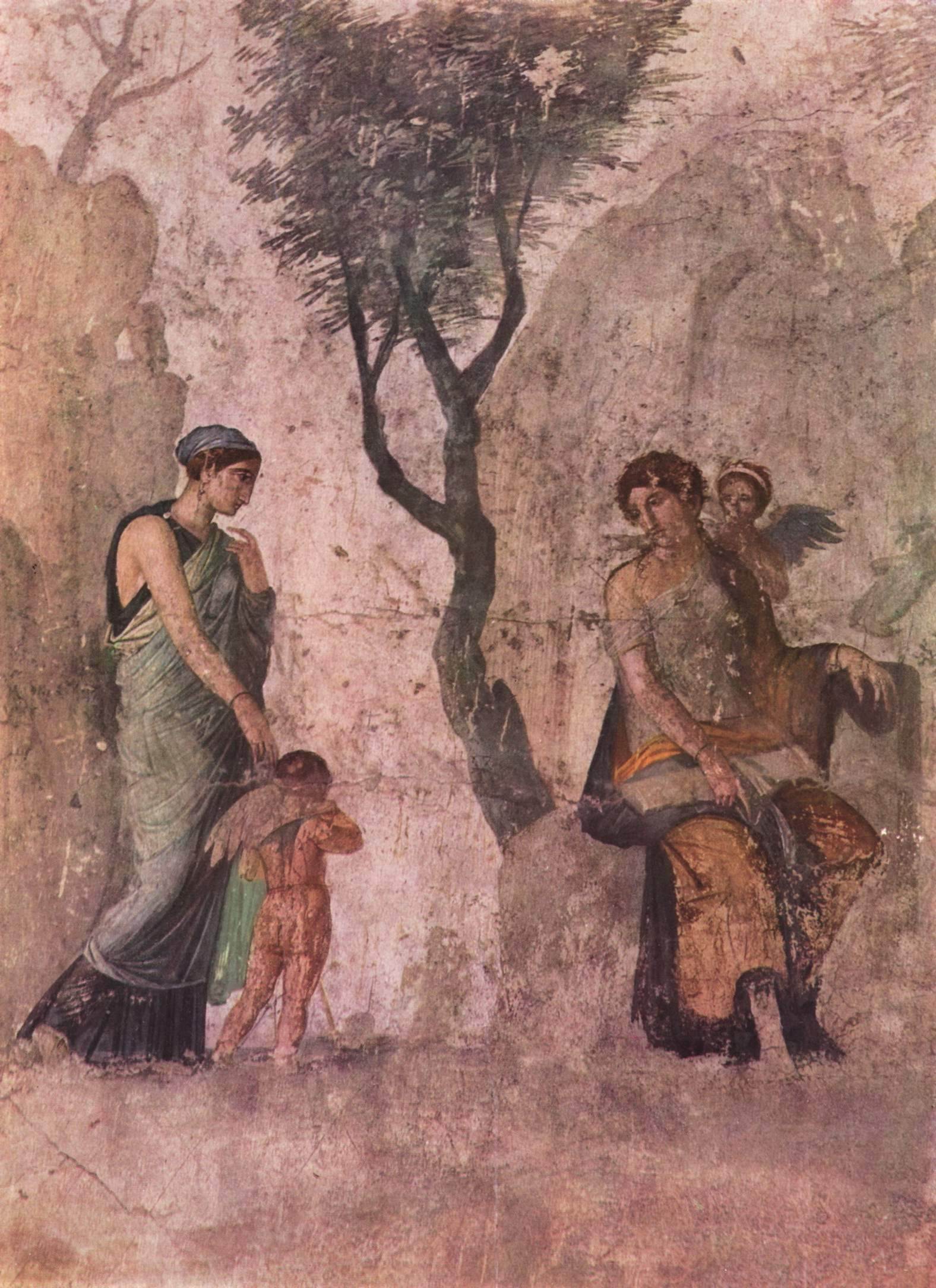
«Покарання Амура»
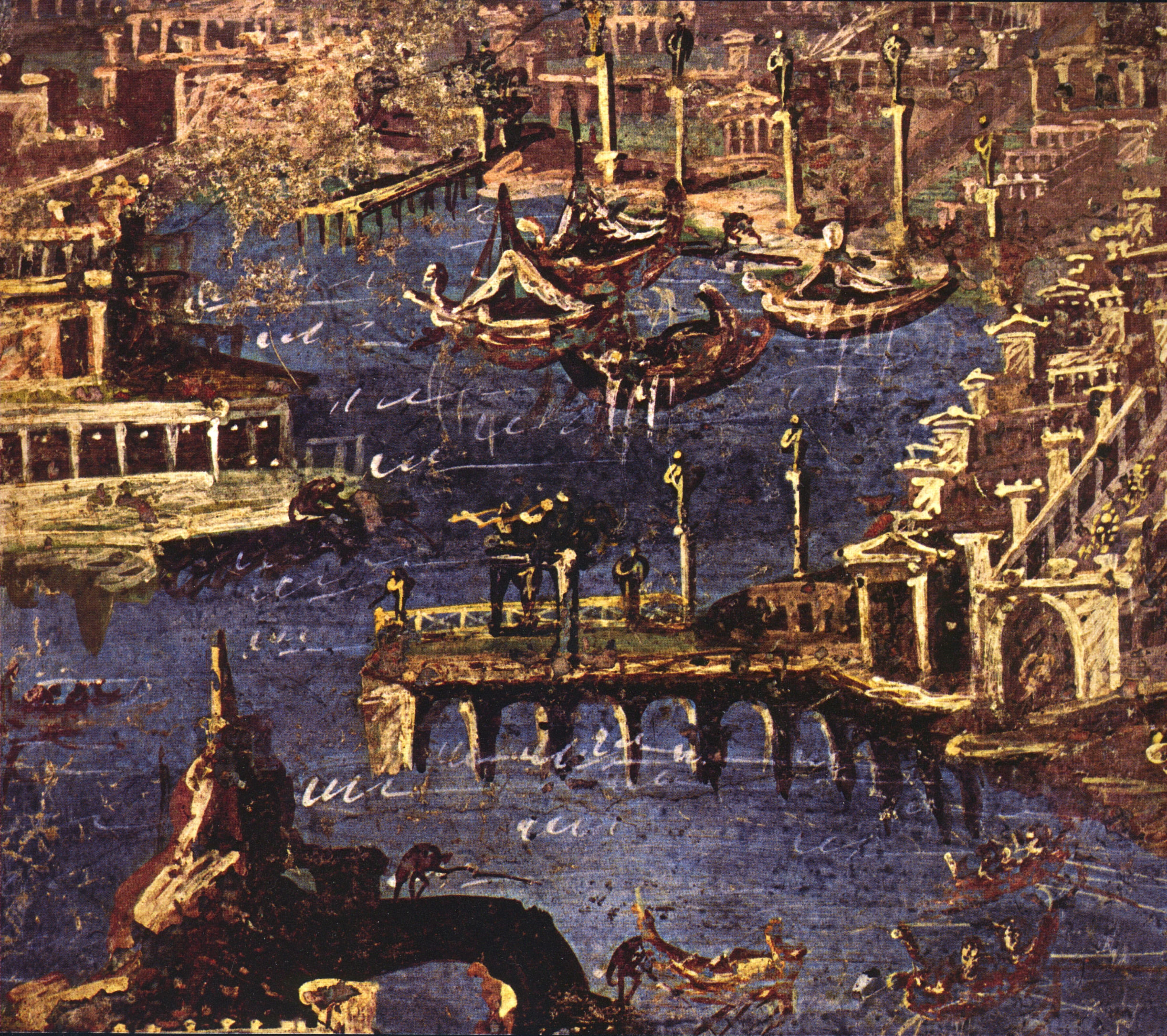
«Порт», фреска з міста Стабії
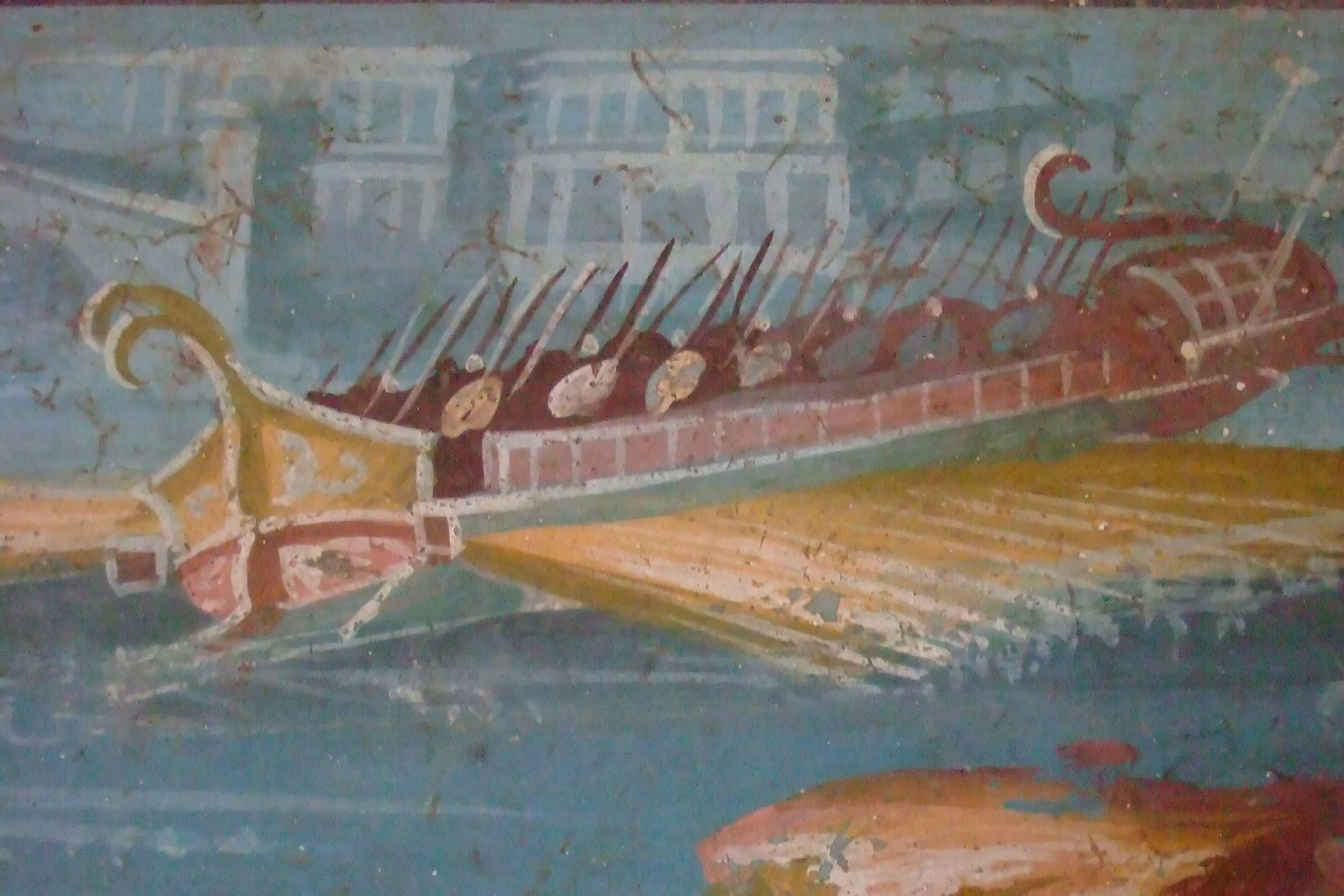
Зображення триреми
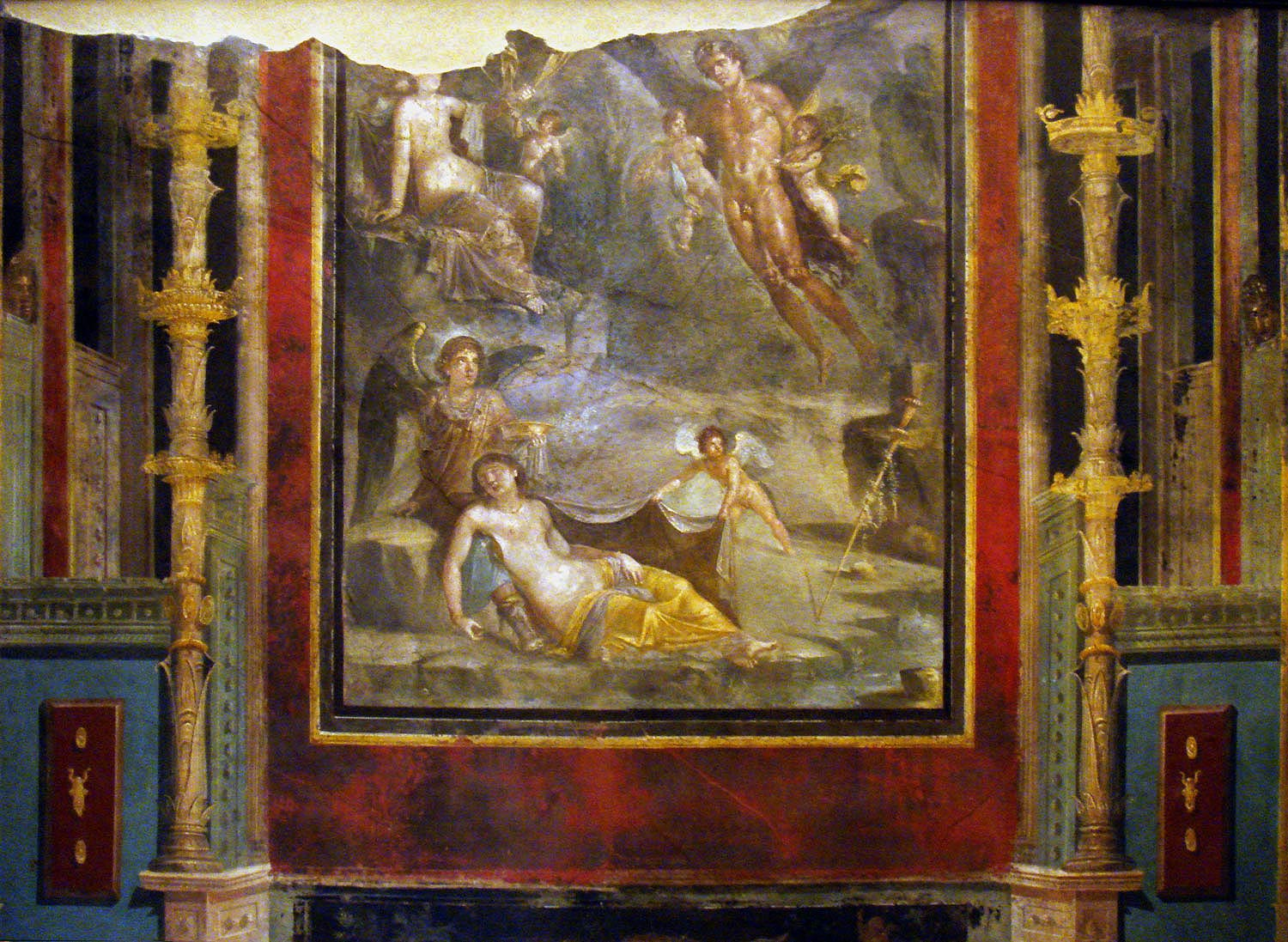
«Весілля Зефіра»
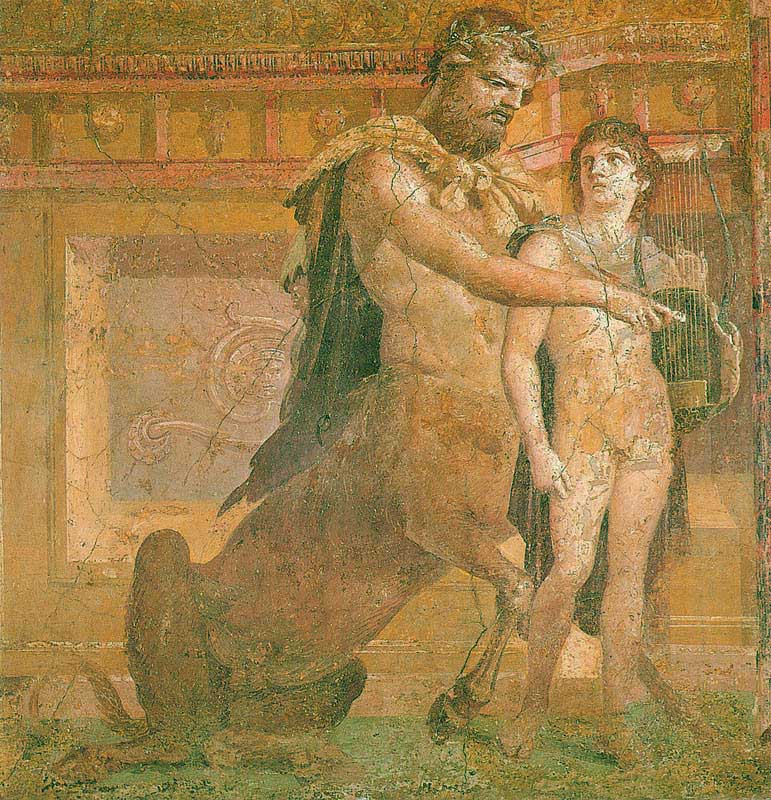
«Виховання Ахілла кентавром Хіроном»
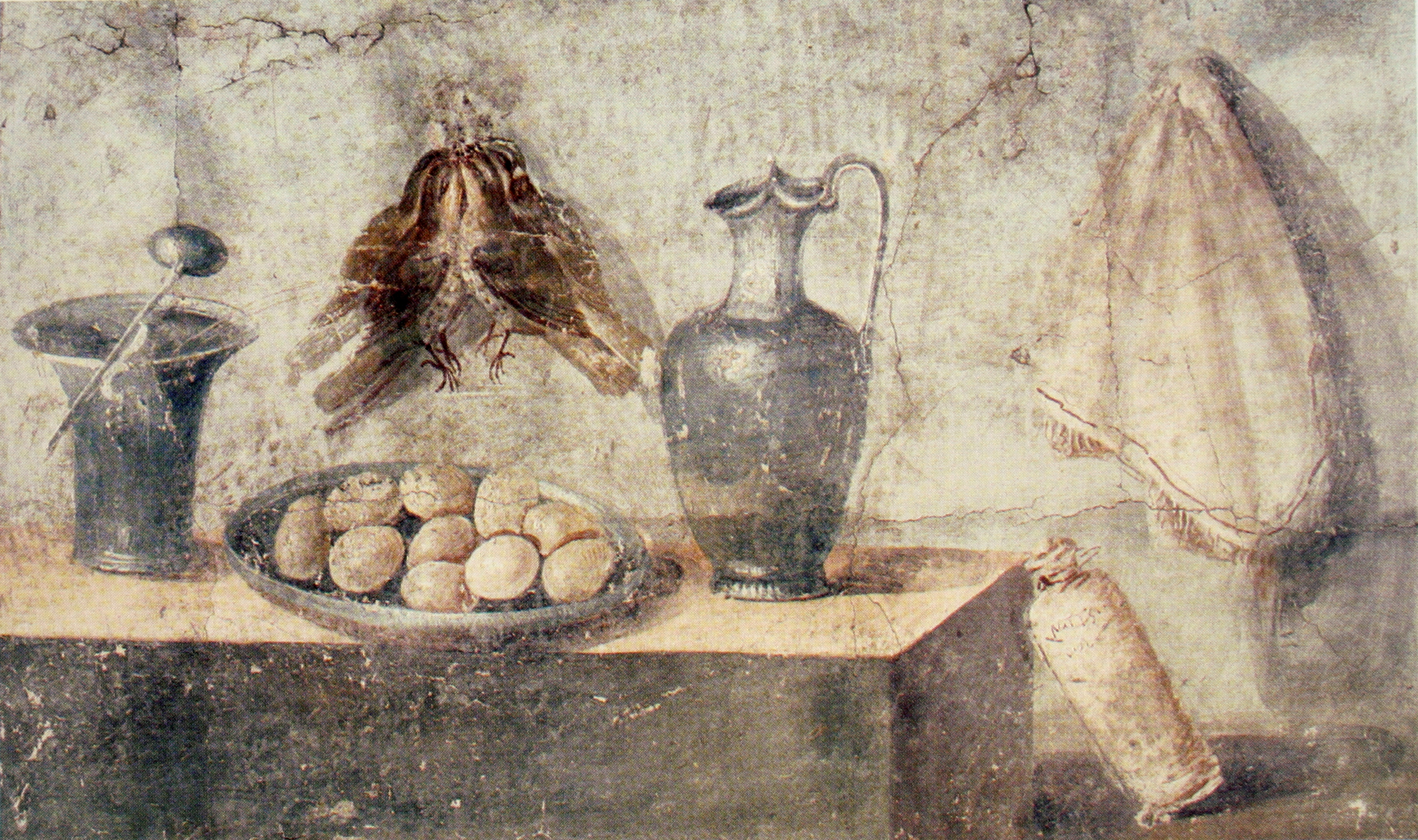
«Натюрморт з дичиною і посудом»
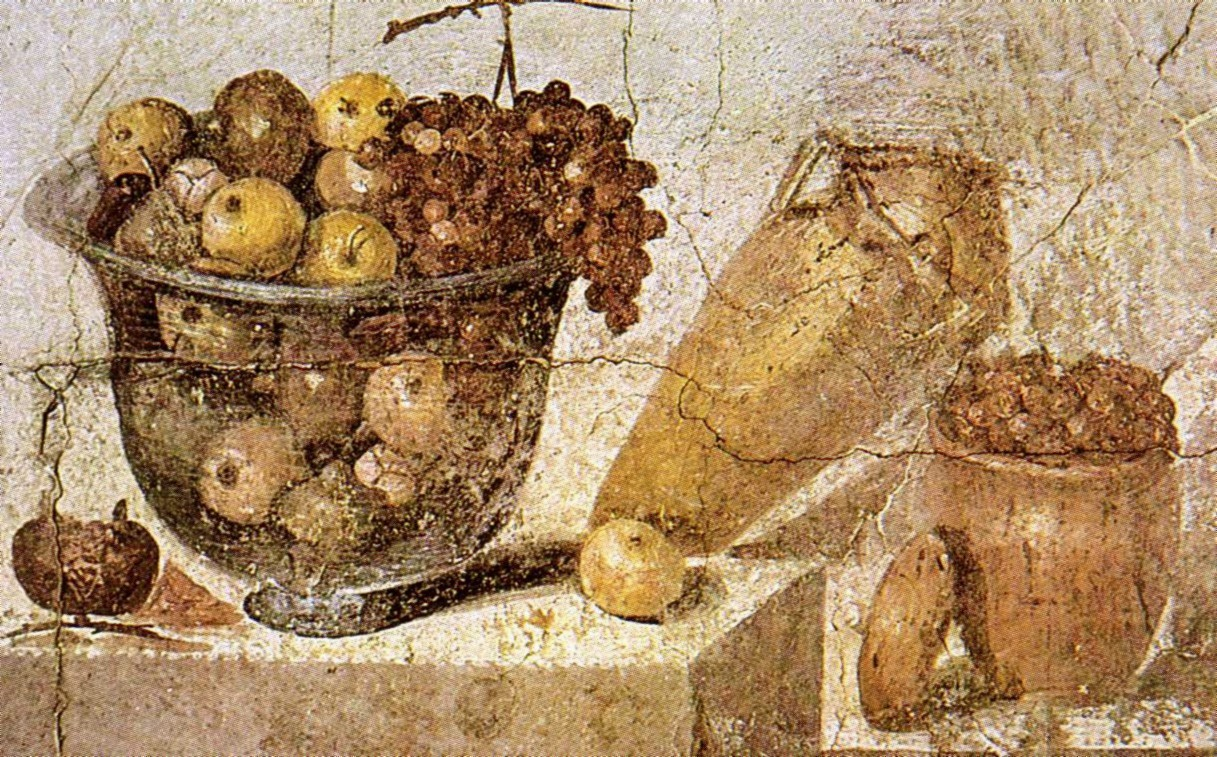
«Натюрморт з фруктами й амфорою вина»
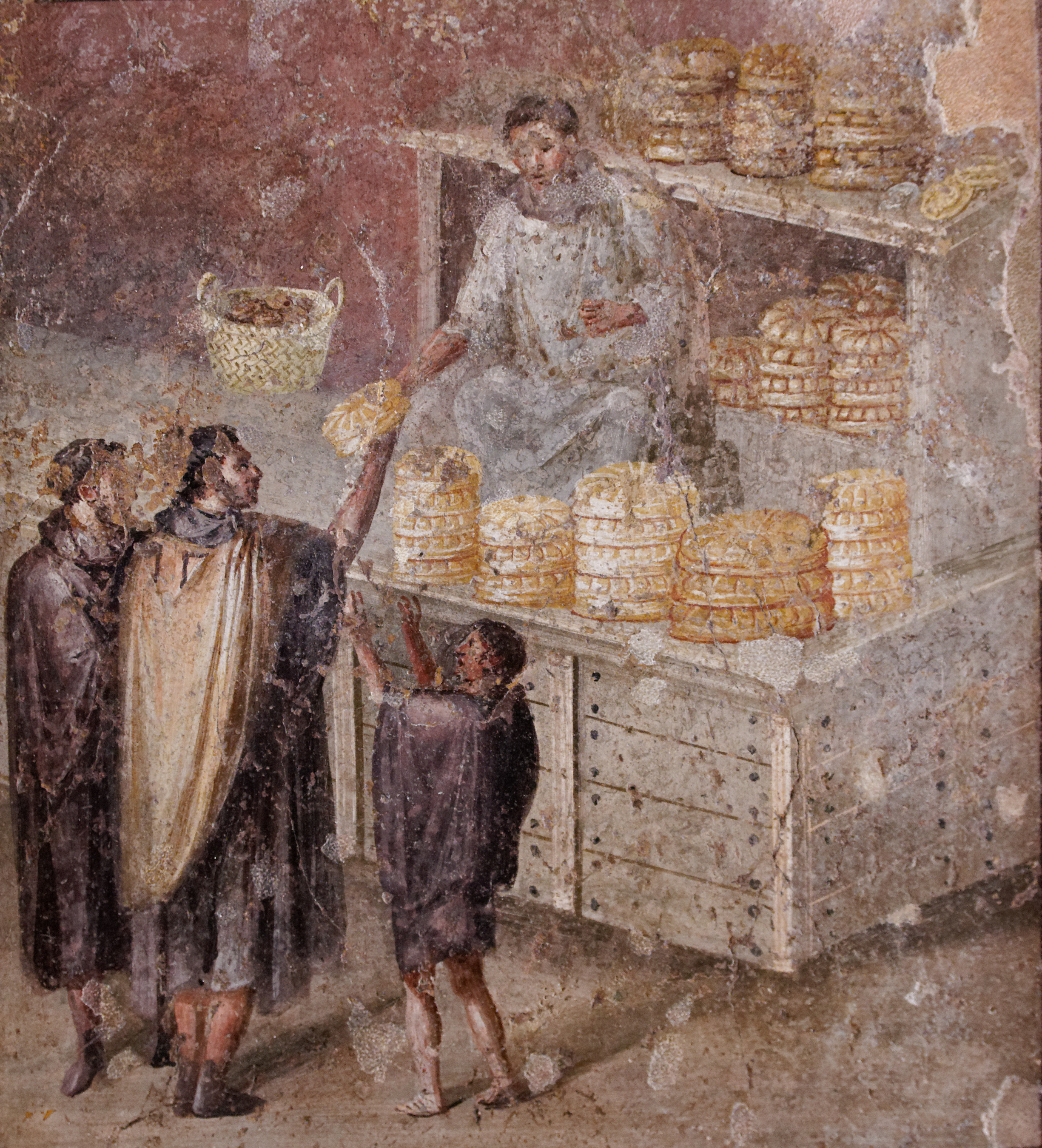
«Хлібна крамниця»

## Мозаїки
Серед монументальних творів, знайдених в розкопках, чільне місце посіли мозаїки. Римляни полюбляли мозаїчні підлоги і викладали у техніці мозаїки як невеличкі зображення, так і цілі композиції. Цілу низку мозаїчних картин різних жанрів «подарував» дослідникам помпейський «Будинок Фавна» — це і декоративні композиції з фруктами, квітами, театральними масками, зображення кота, що спіймав птаха, голубів, що п'ють воду з чаші фонтану, Вакха верхи на пантері і розкішна композиція «Битва при Іссі». Розміри батального твору 5 на 2,7 метри. Мистецький рівень твору надзвичайний. Можливо, мозаїка виламана і перевезена до Помпей з Александрії Єгипетської і є картиною грецького художника кінця IV століття до н. е. Філоксена Еритрейського.
Остання значно постраждала під час серії землетрусів, які супроводжували виверження Везувію. Від фігури Александра зберіглося лише його погруддя. Під час запеклого бою Александр втратив шолом і художник подав його з розпатланим волоссям, цілком зануреним у здобуття військової перемоги над персами. Психологічно насиченим подав художник і образ царя Дарія, що вже усвідомив власну поразку і рятується втечею. Сильною стороною мозаїки є зображення коней у різних ракурсах.
Зовсім інші сторони життя міста подають мозаїки з «Будинку Трагічного Поета». Він поданий під час репетиції майбутньої вистави з п'ятьма акторами і музикантами. У руці поета — маска трагедії, що і надало назву будинку, у якому її знайшли.

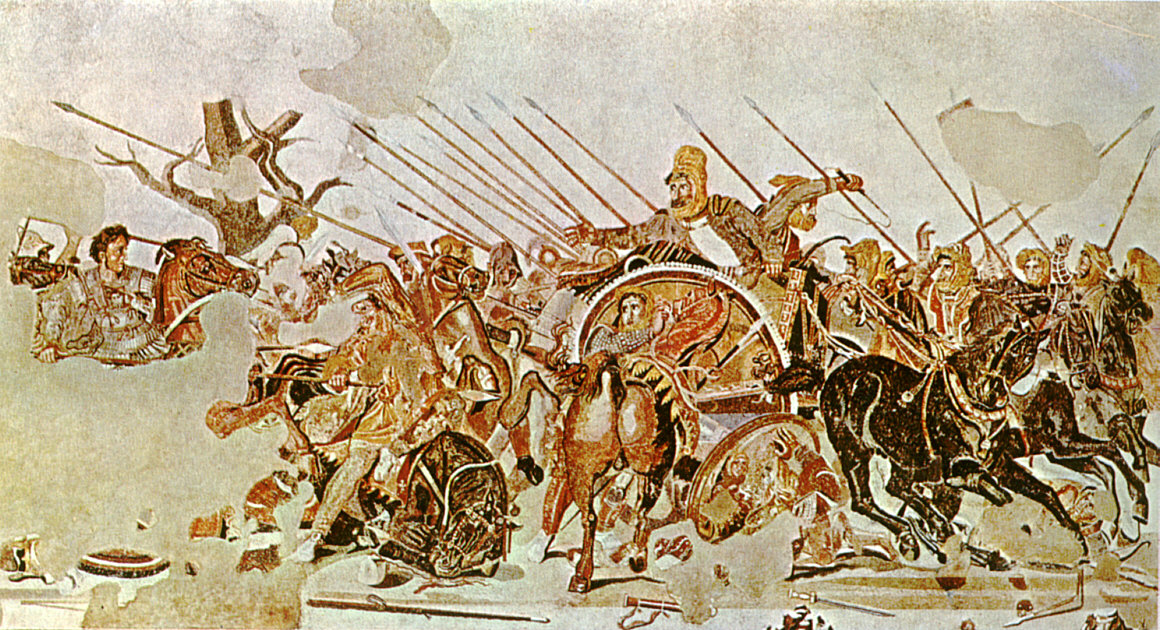
Битва при Іссі («Мозаїка Александра»)
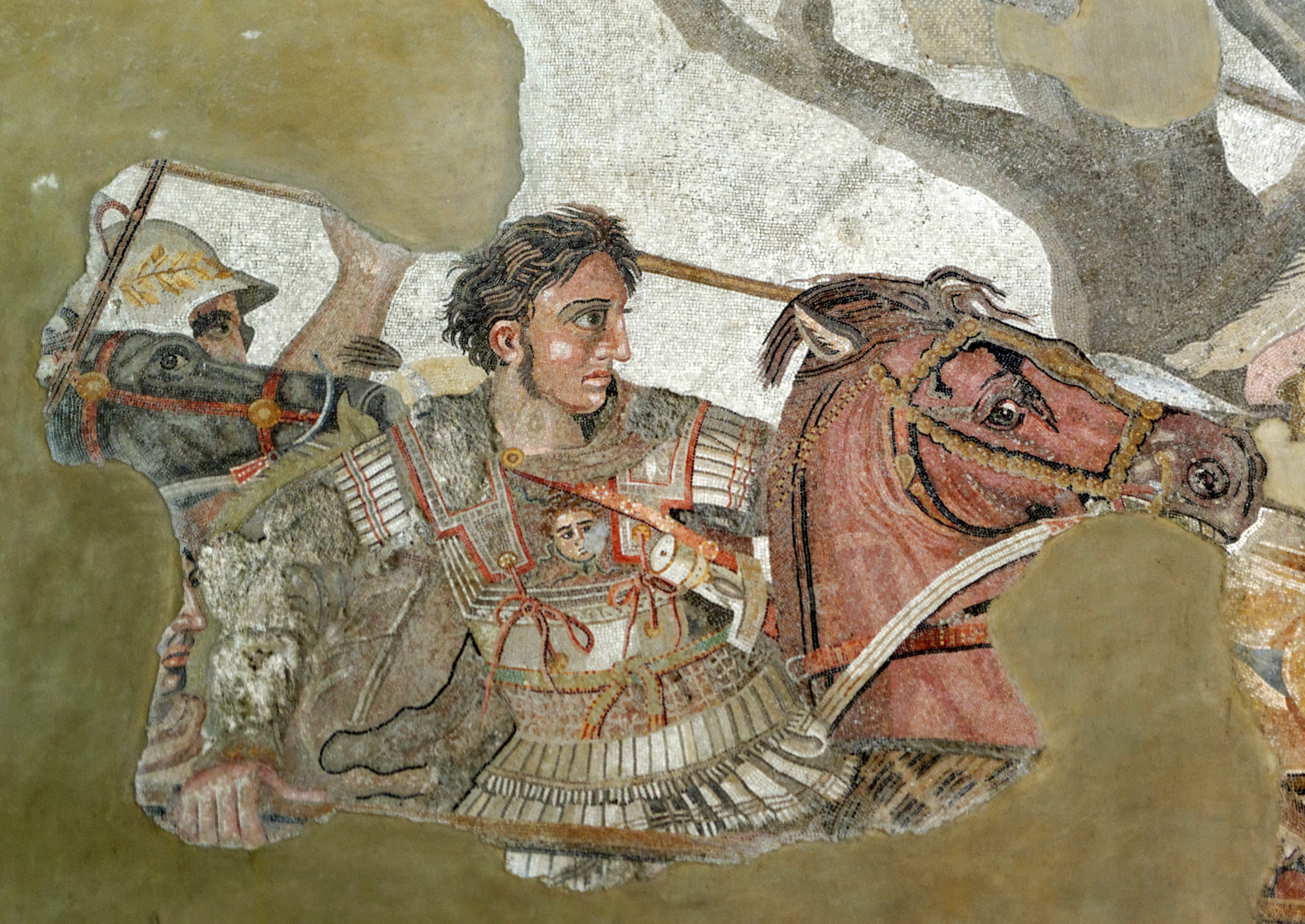
Александр Македонській на мозаїці
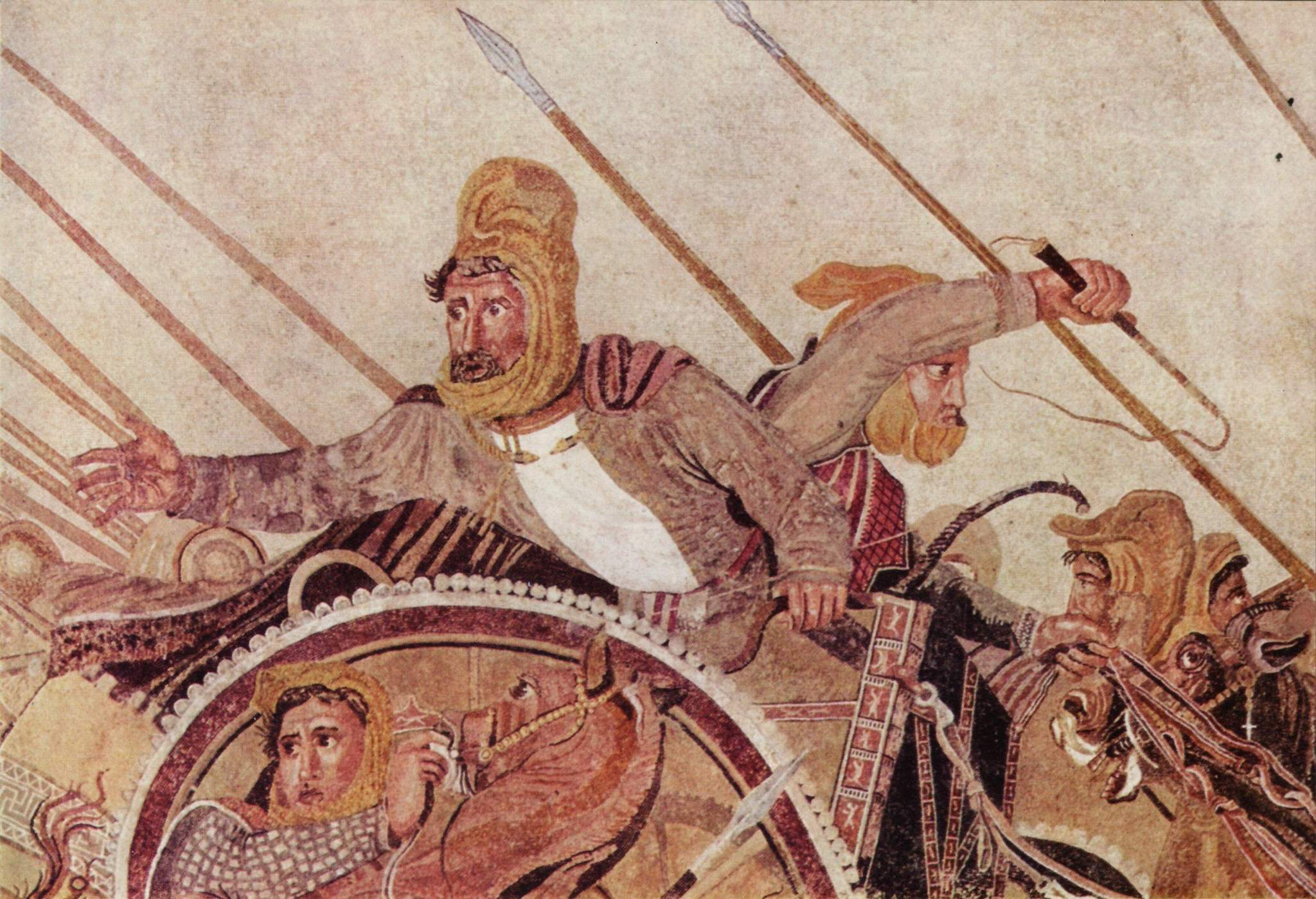
Битва при Іссі. Цар персів — Дарій III
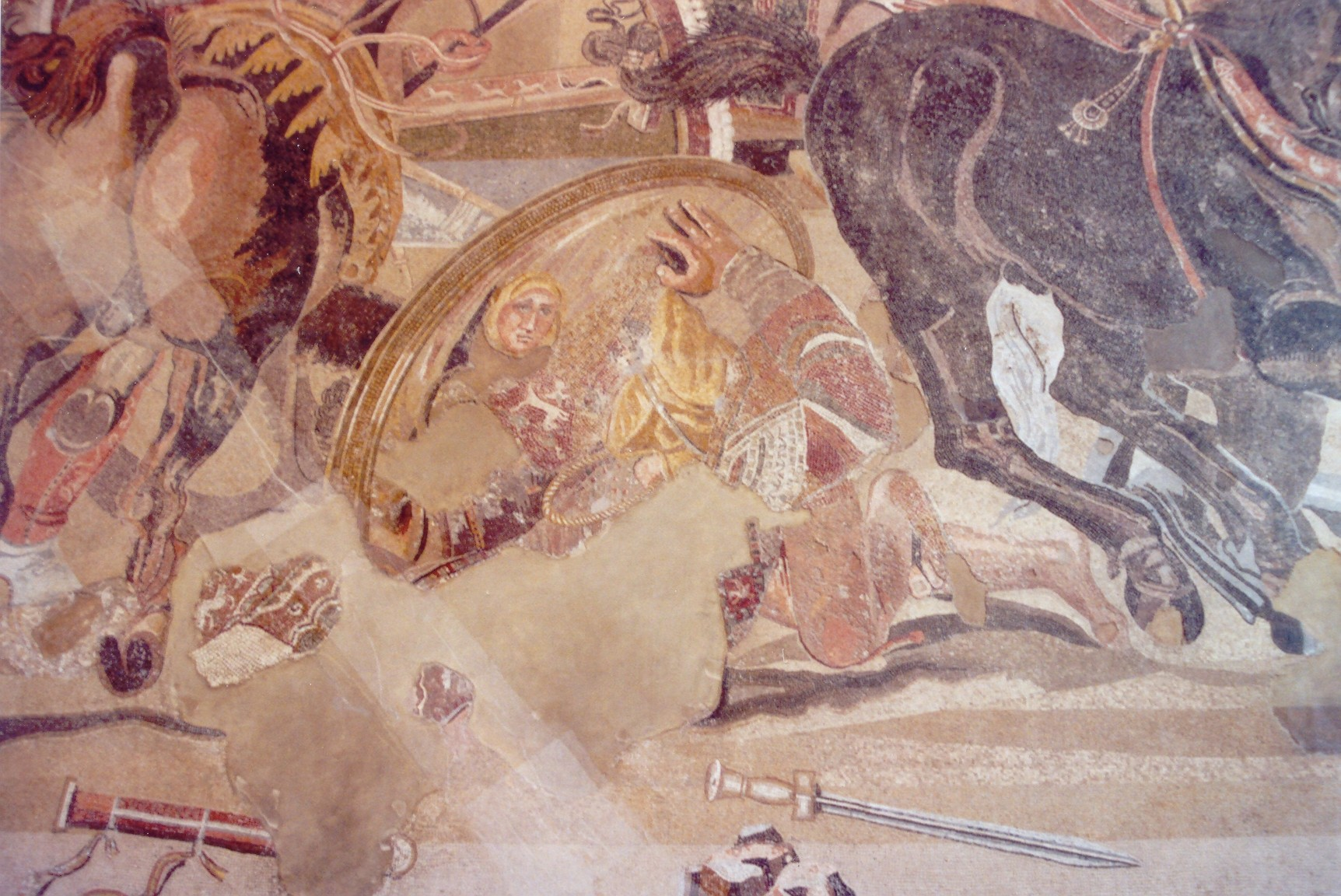
Битва при Іссі. Перський вояк
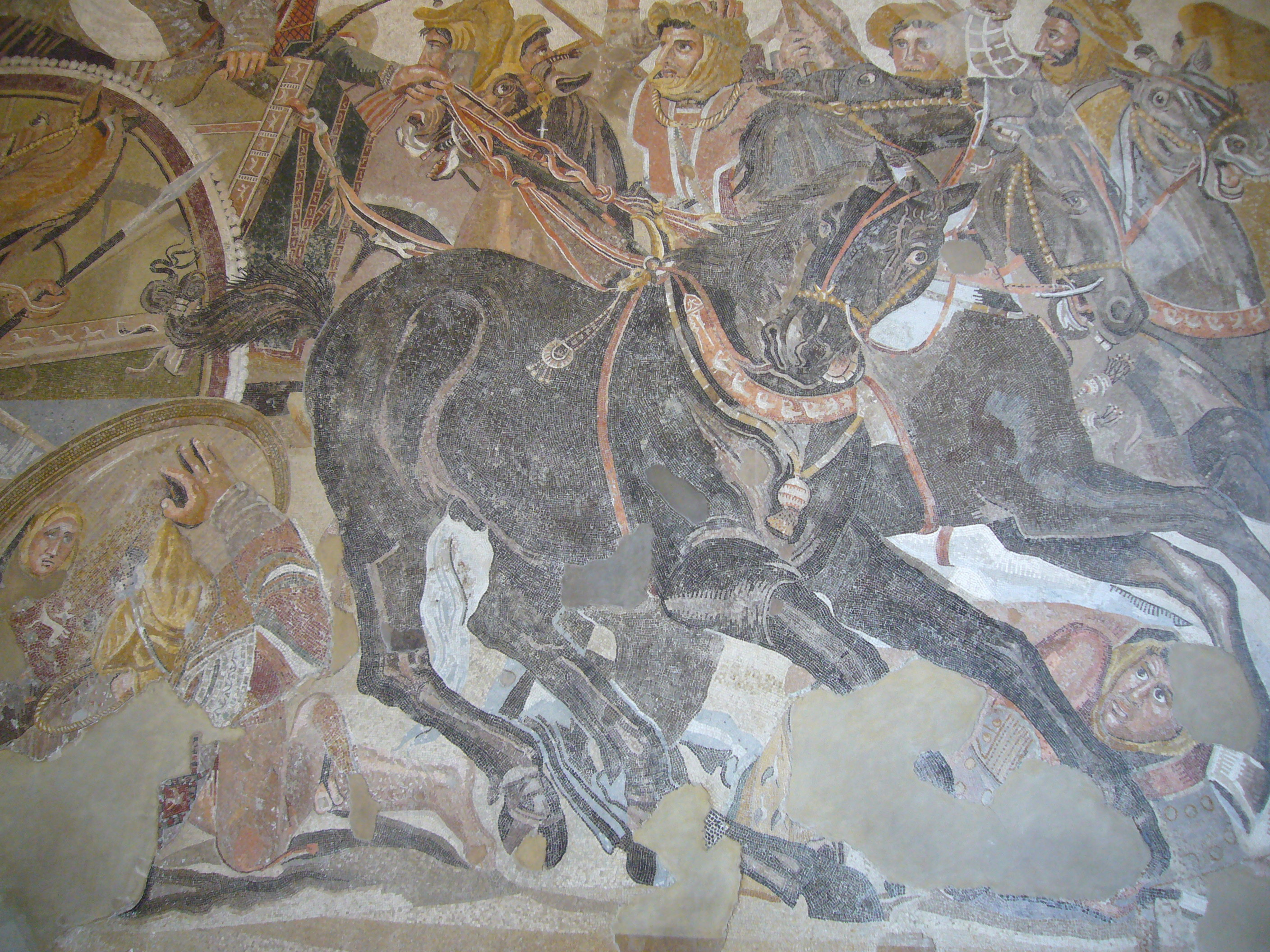
Битва при Іссі. Кінь
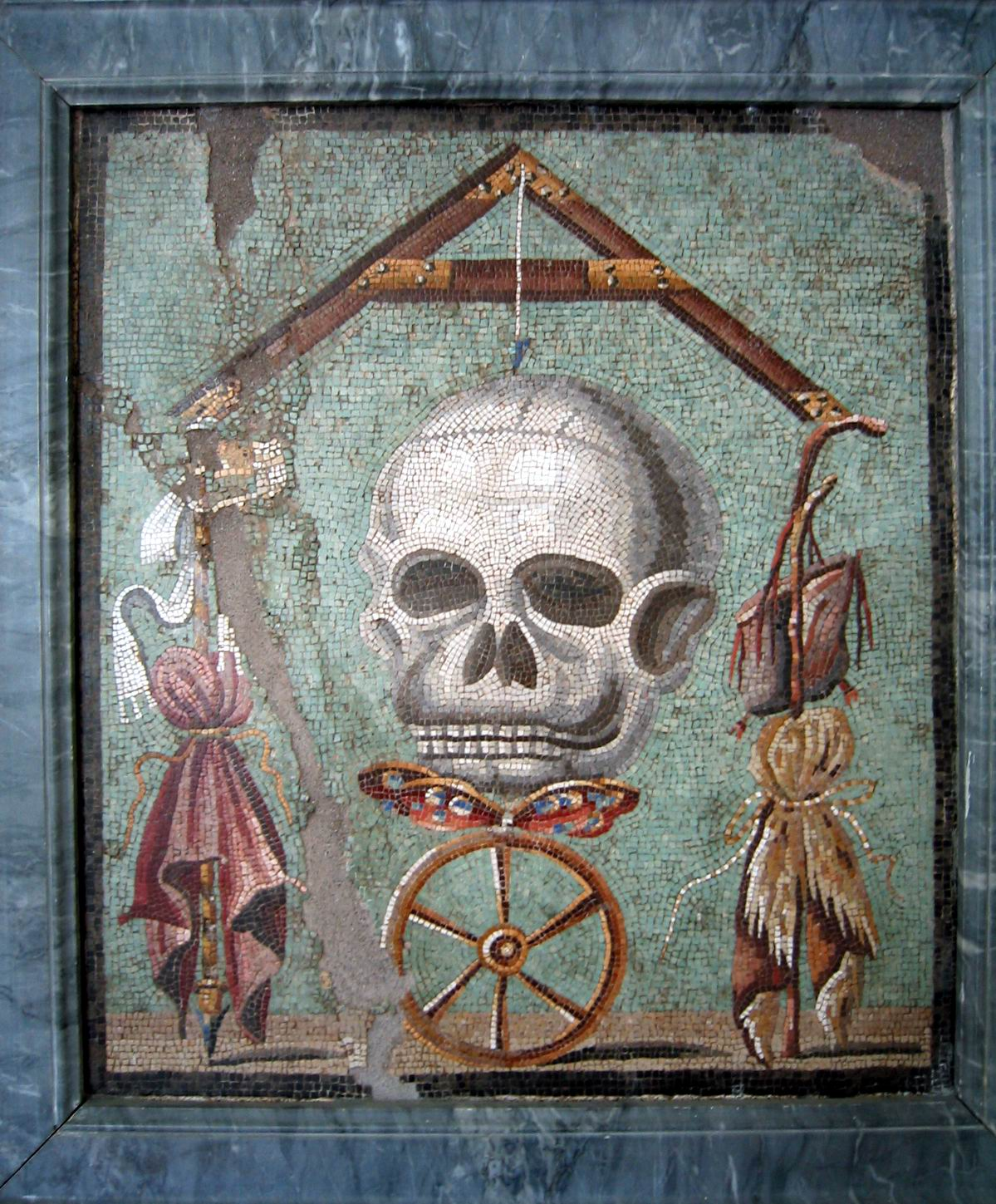
Мінлива Фортуна
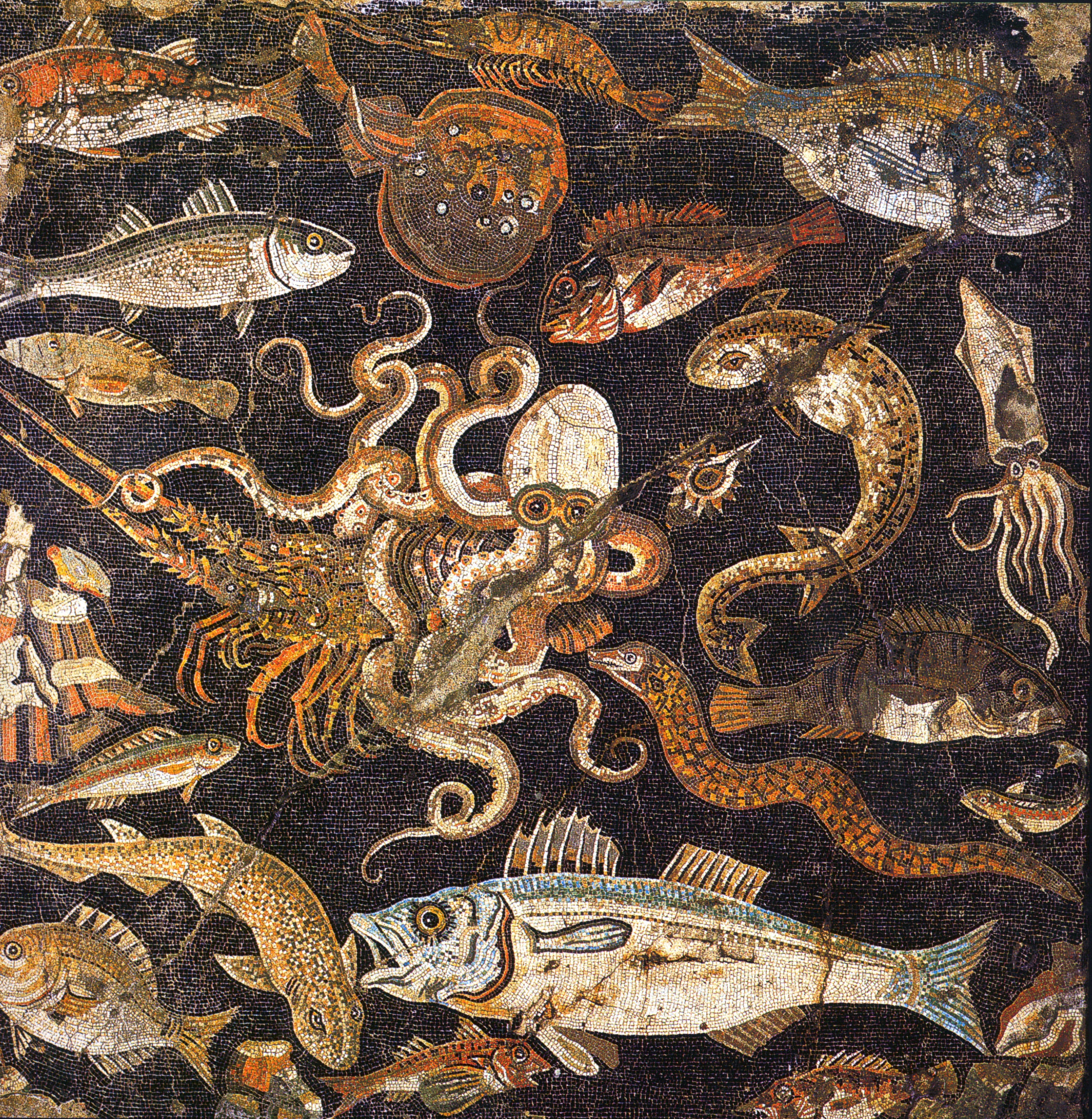
Риби
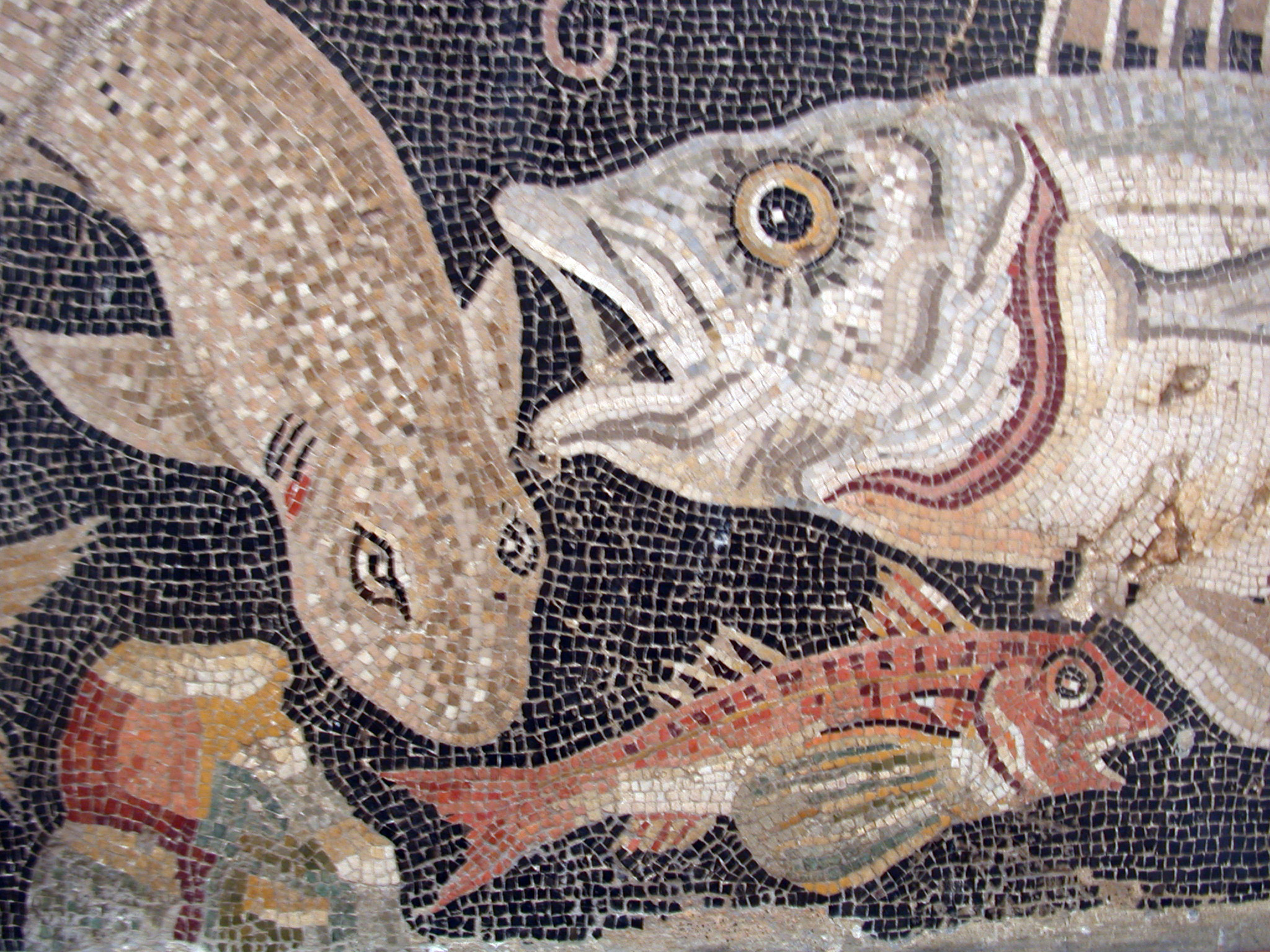
Риби, фрагмент
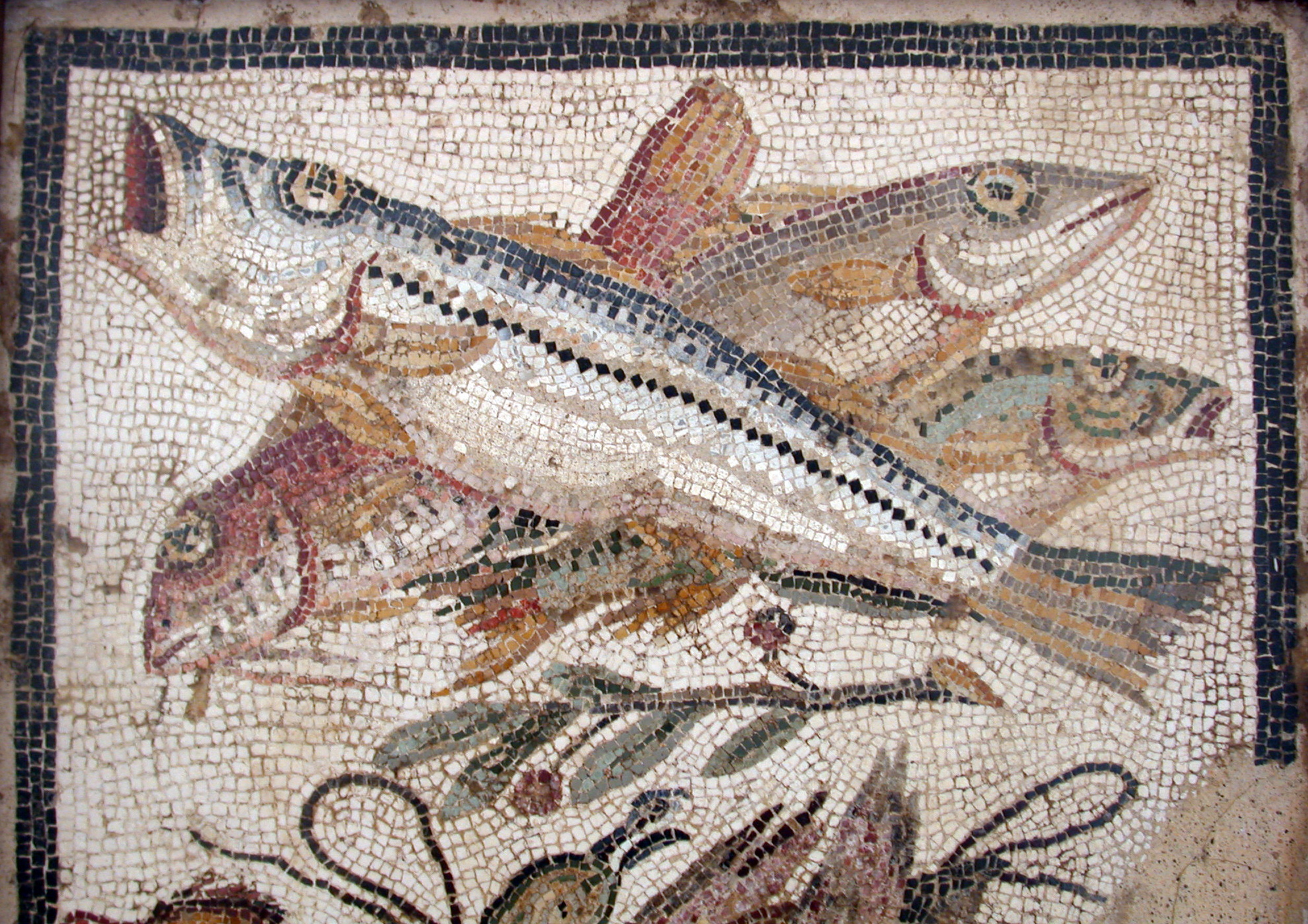
Натюрморт з рибами
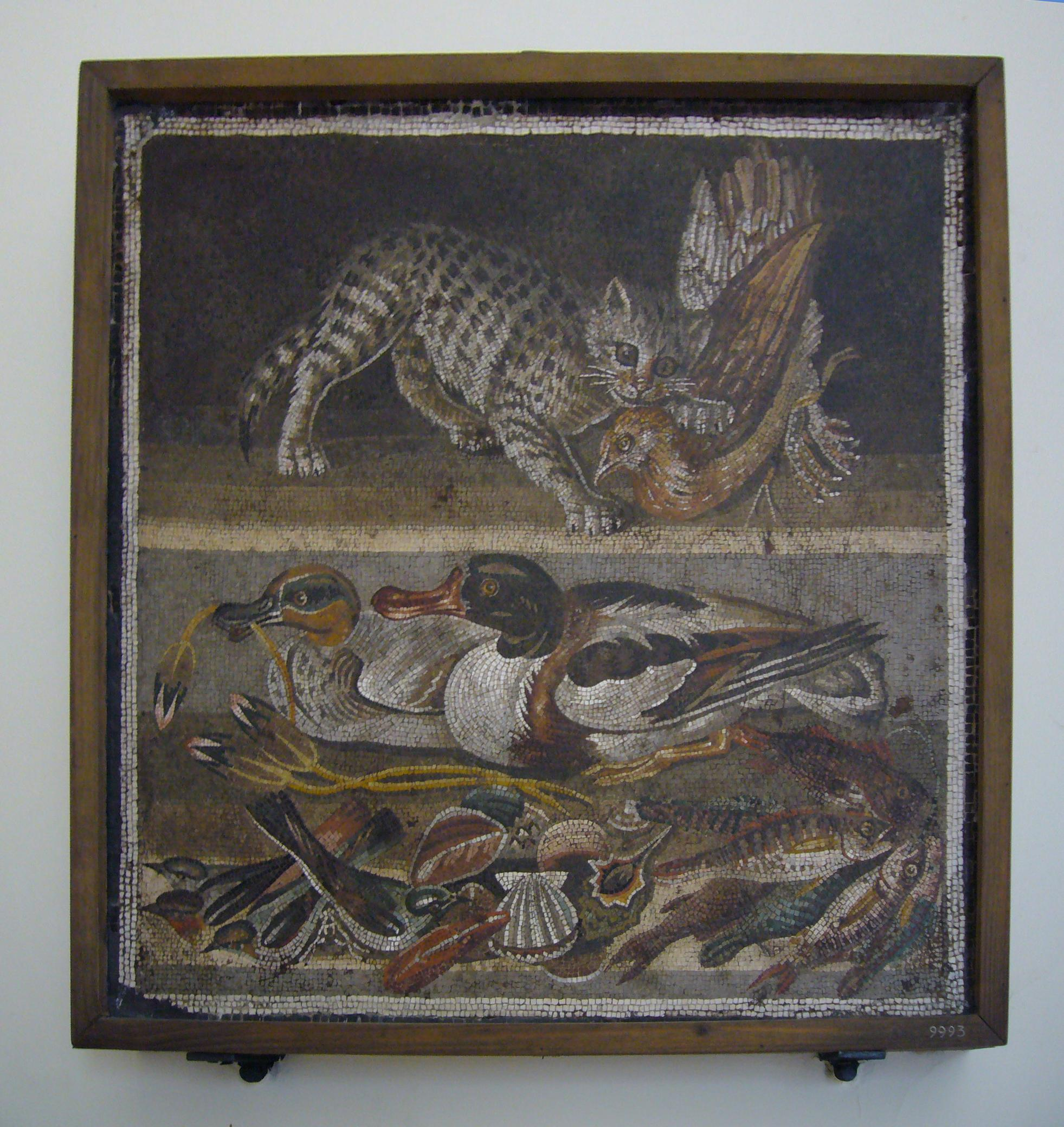
Натюрморт, зверху — кіт уполював птаха, знизу качки, риби і птахи
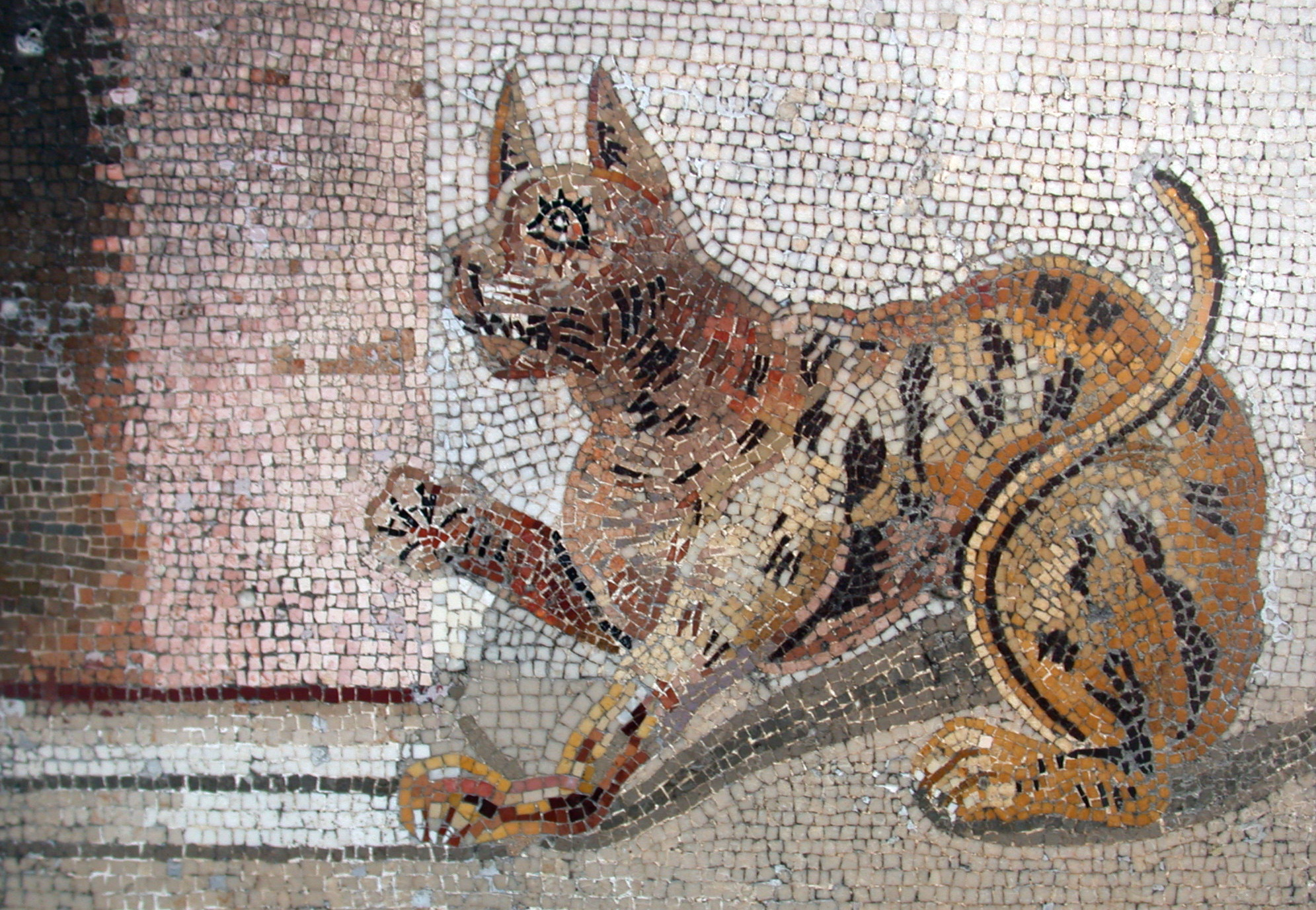
Мозаїка з котом
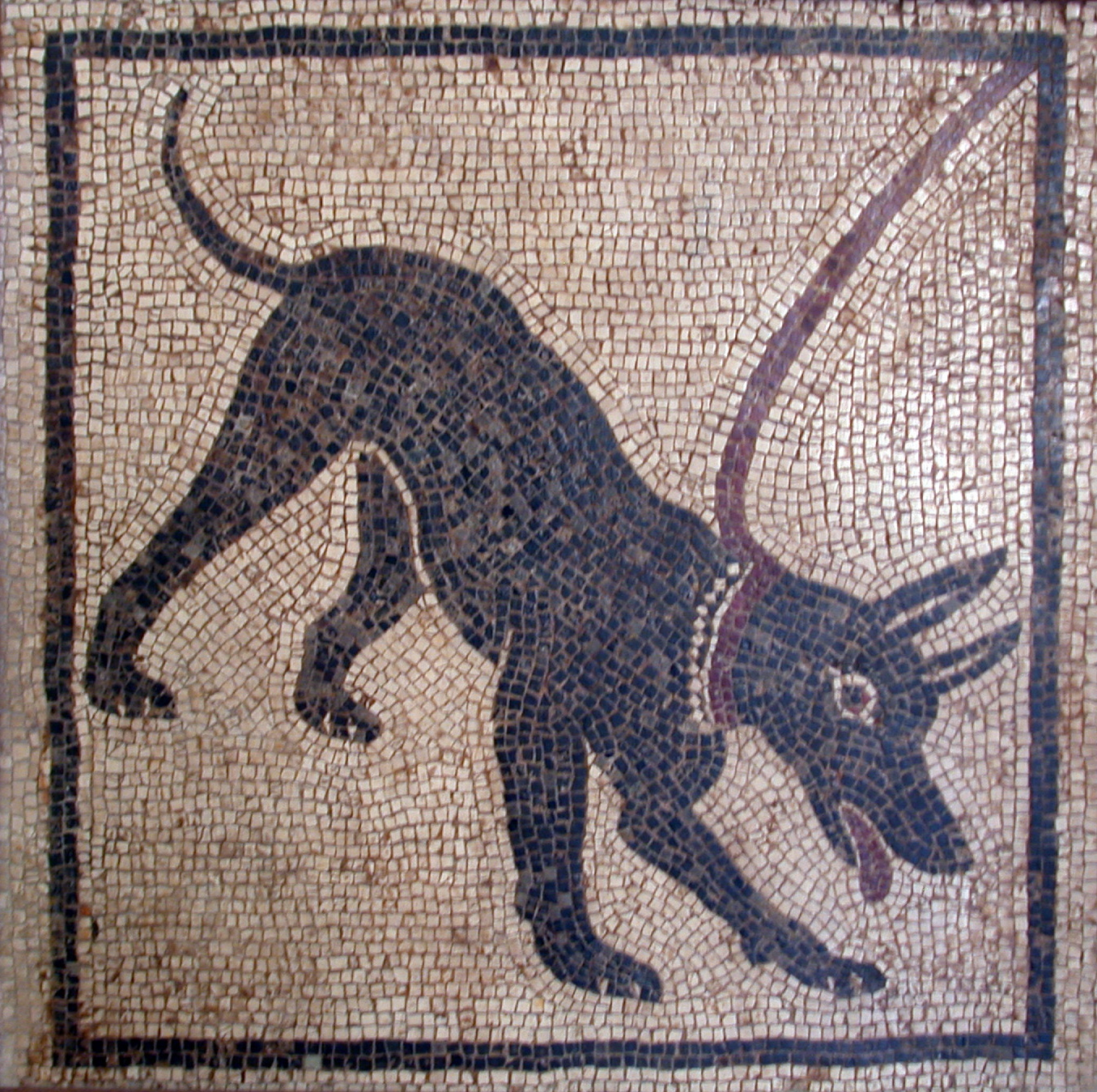
Собака
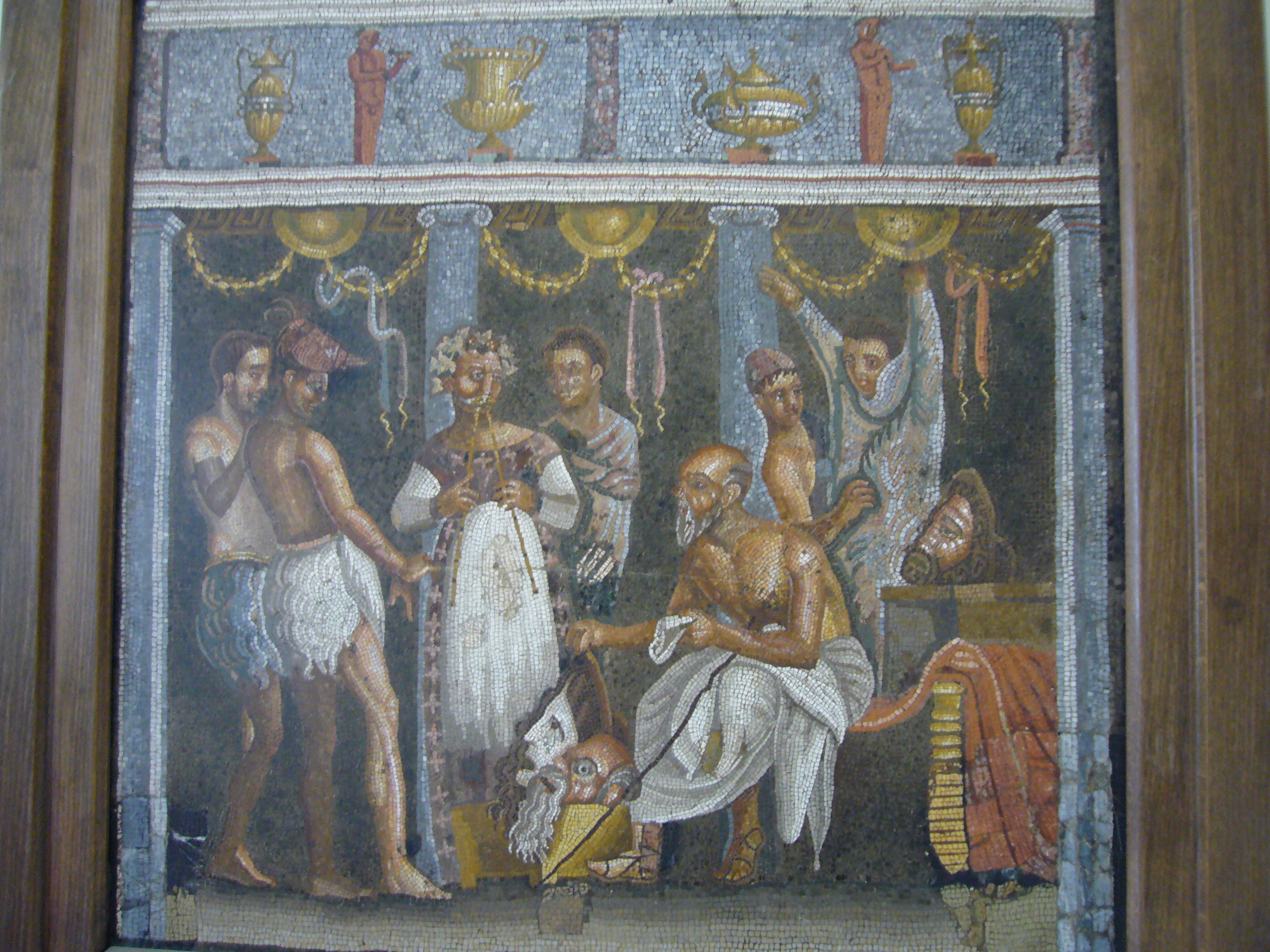
Поет керує театральною репетицією («Будинок поета трагедій», Помпеї)
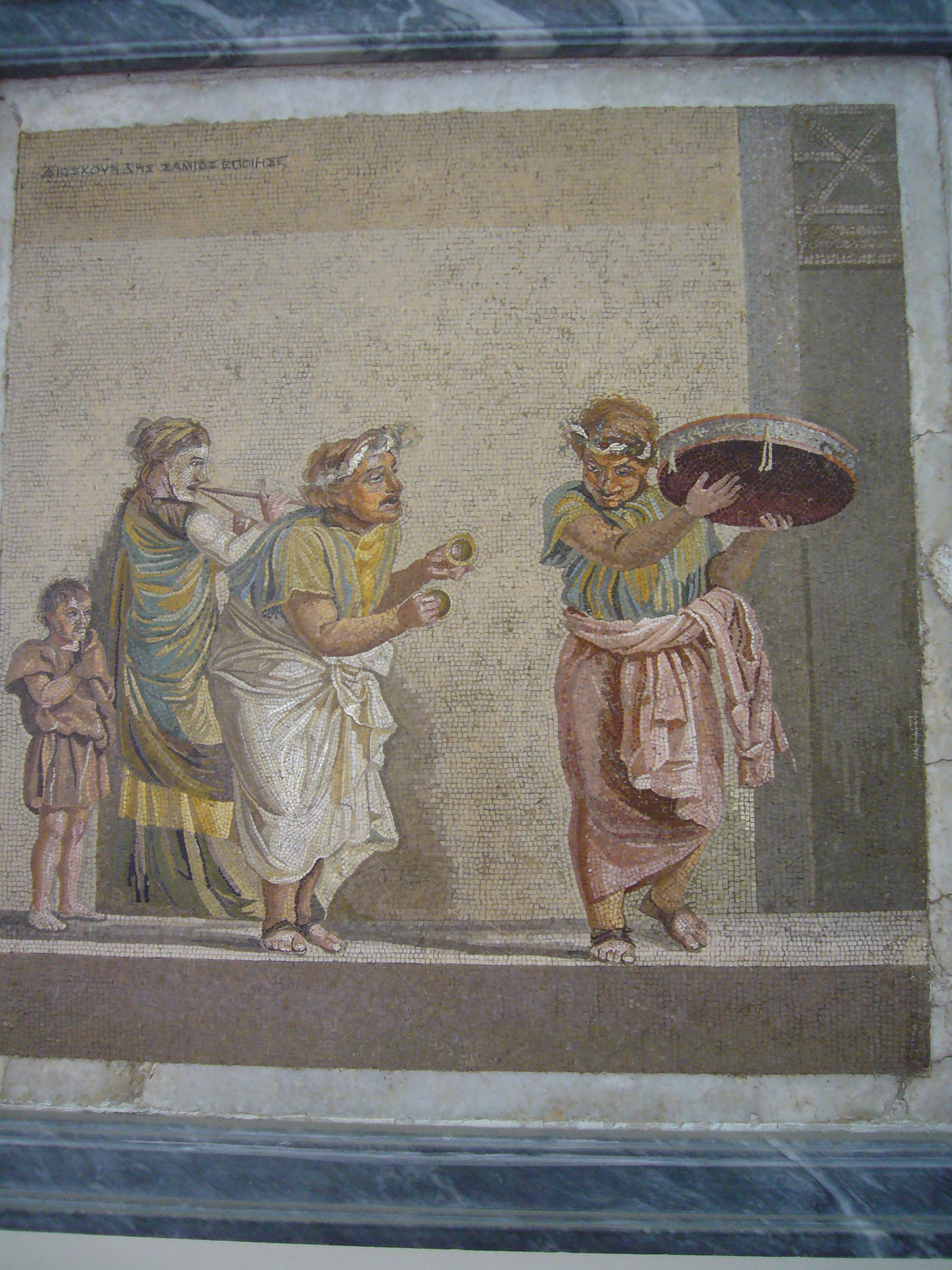
Музиканти на сцені

## Скульптура з мармуру

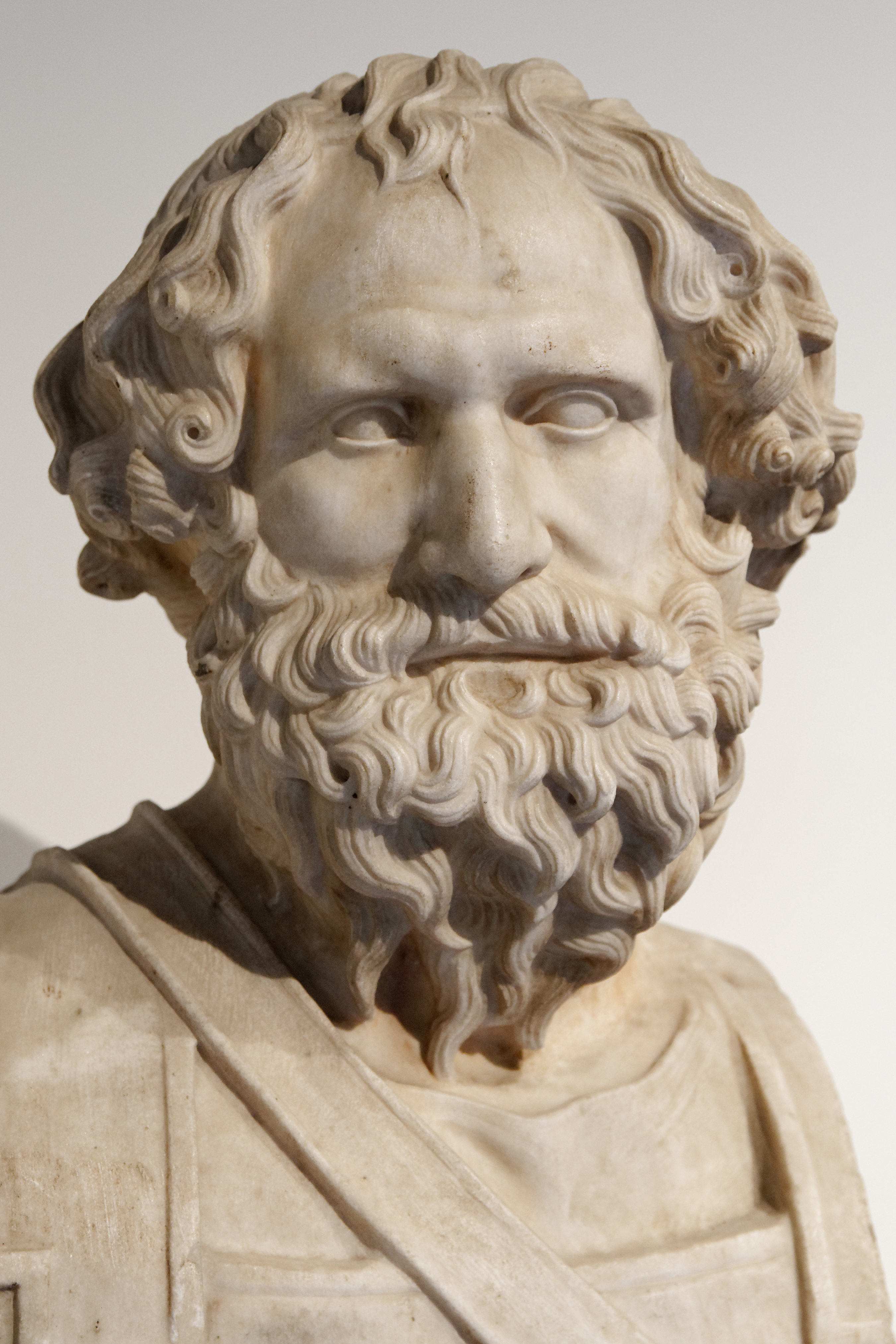
Архідам III, цар Спарти.
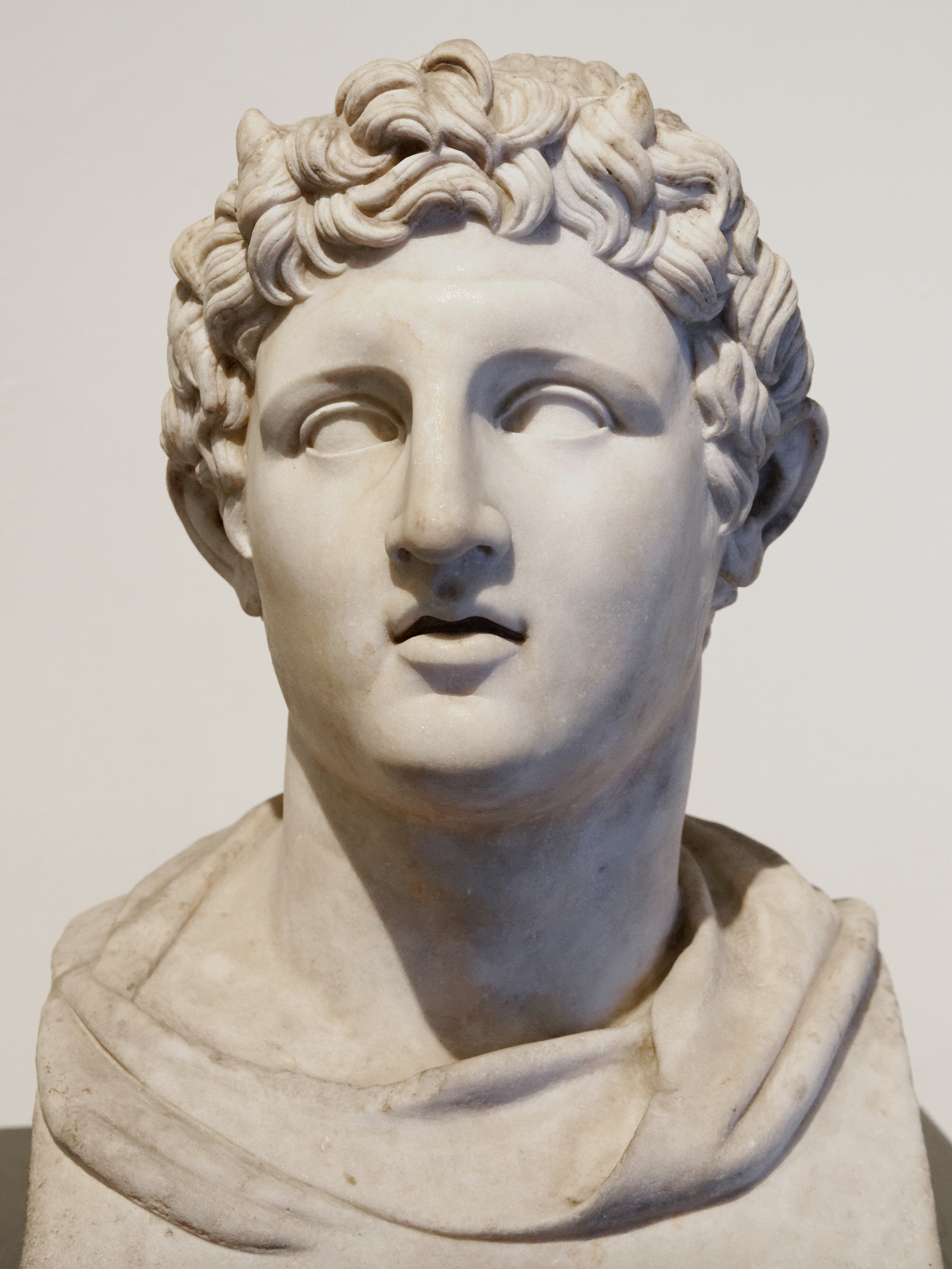
Деметрій I Поліоркет, цар Македонії
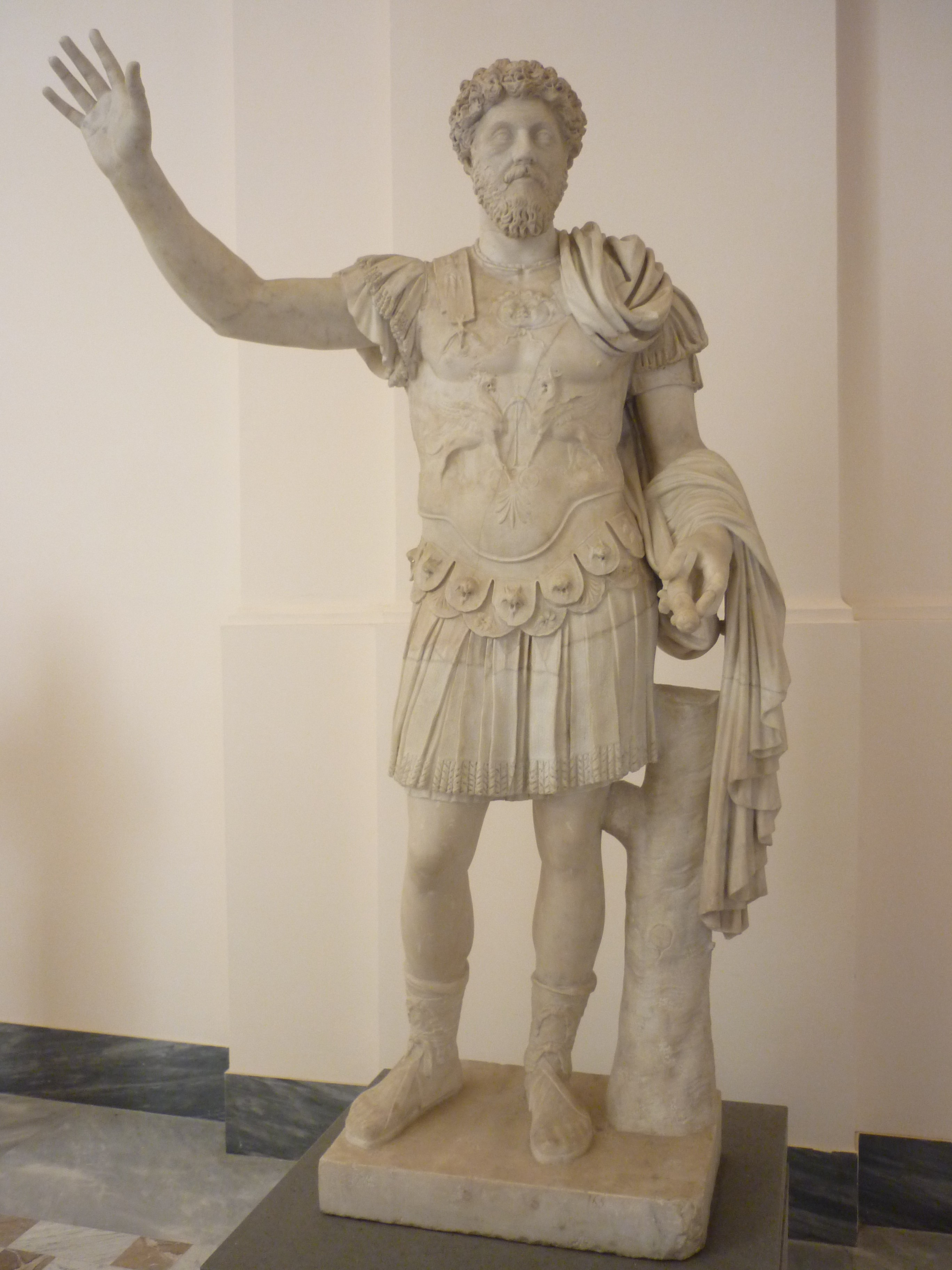
Імператор Марк Аврелій.
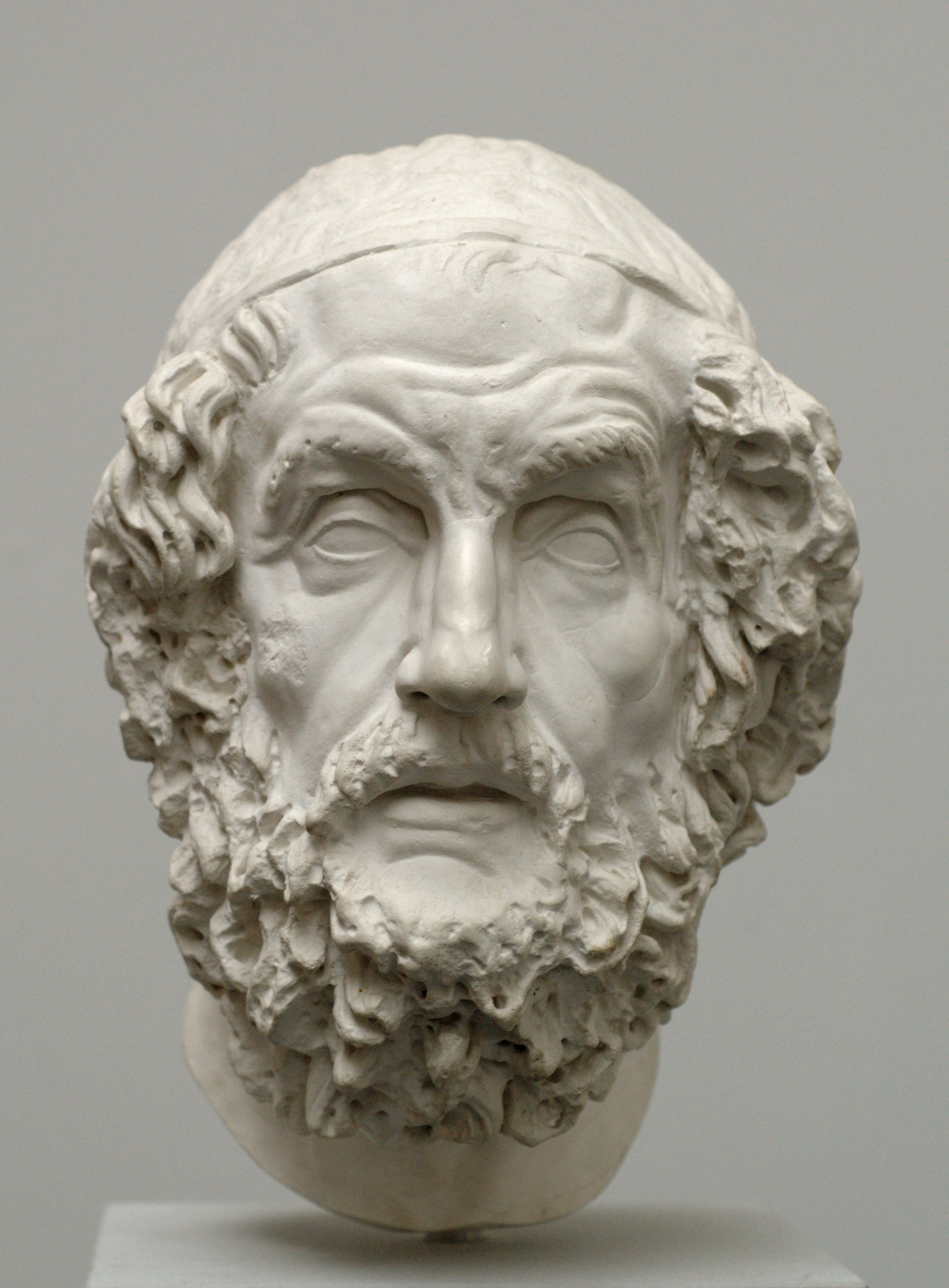
Гомер (умовний портрет)
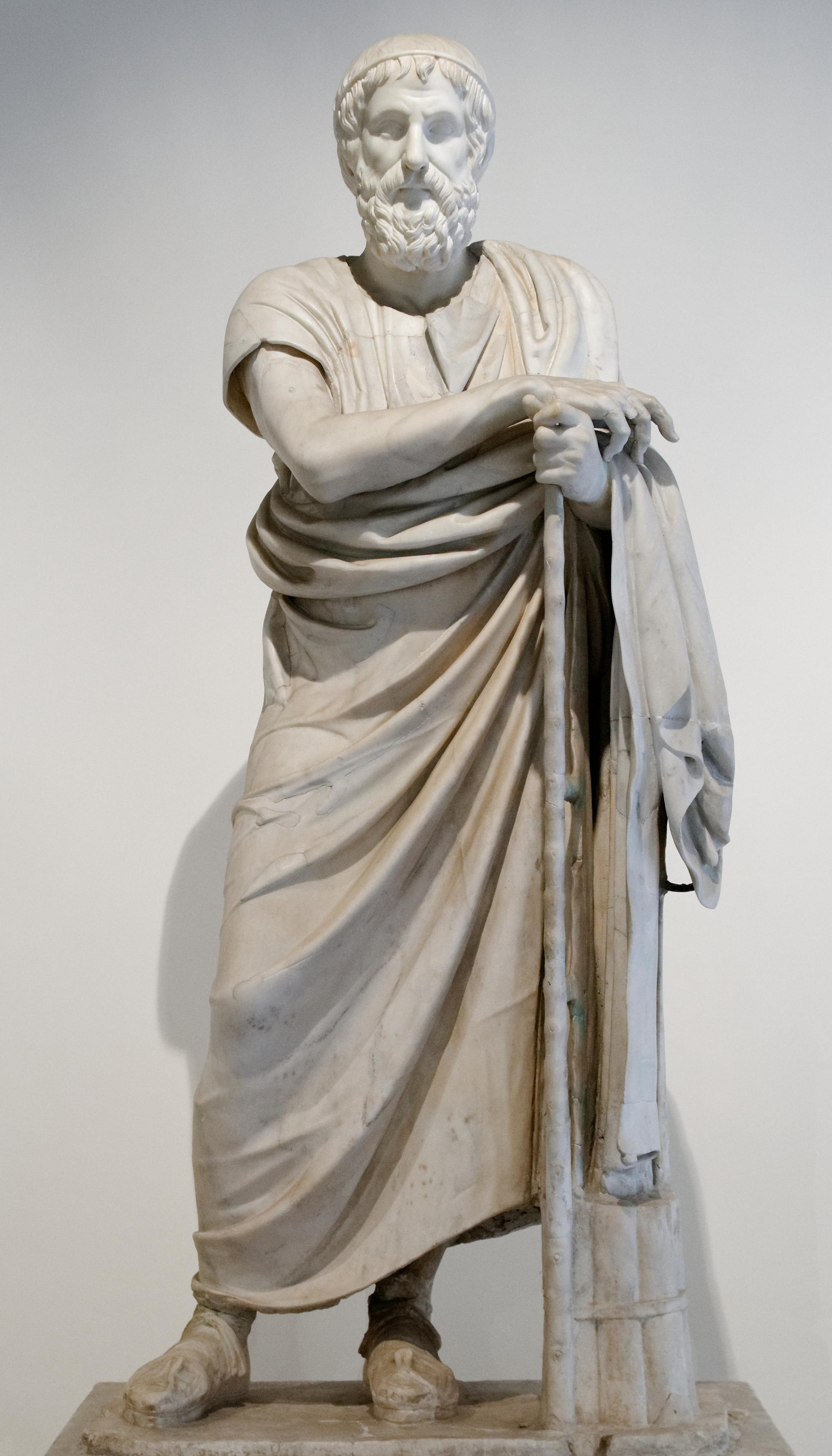
Гомер (умовний портрет)
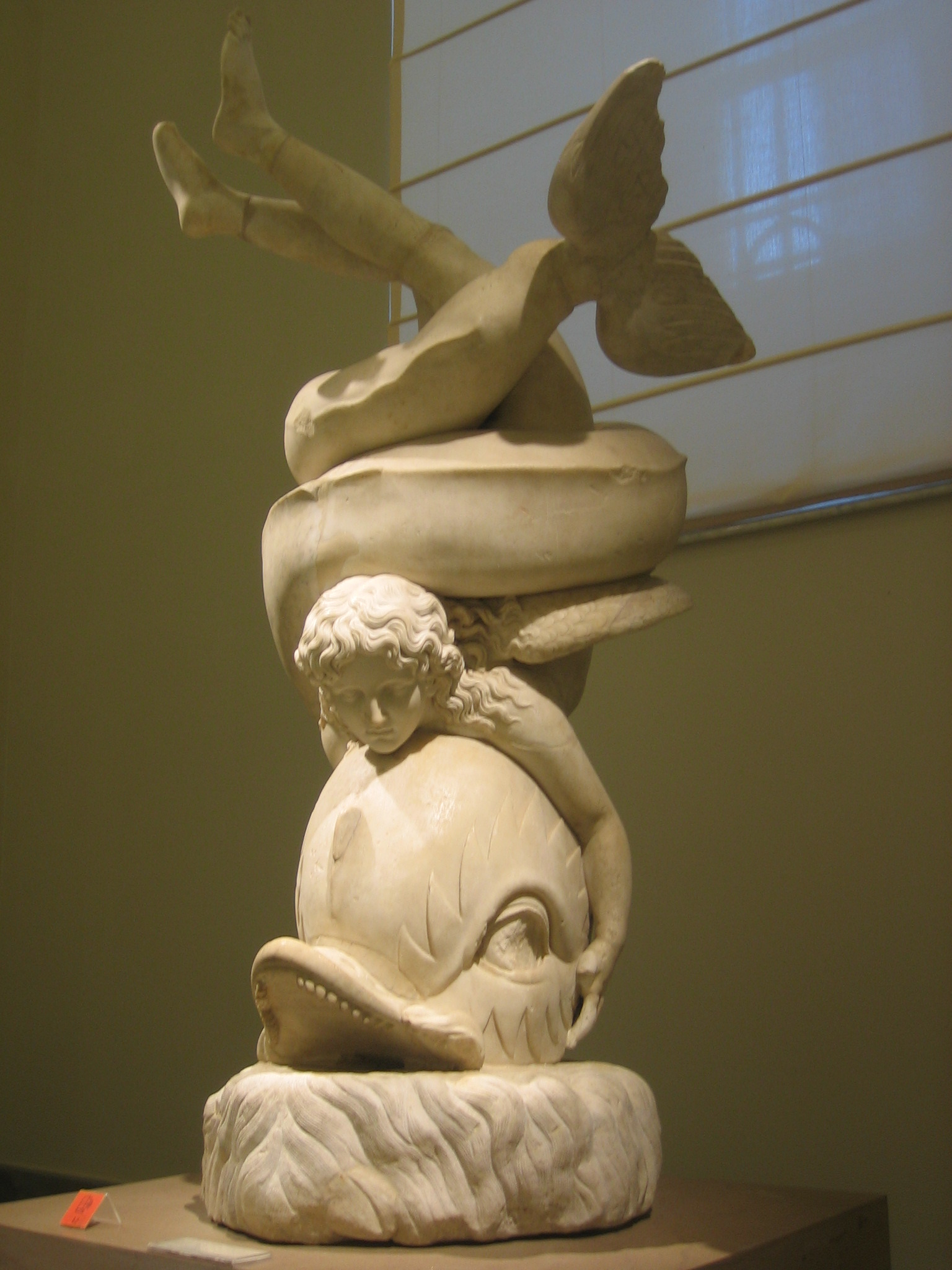
Ерос на дельфіні
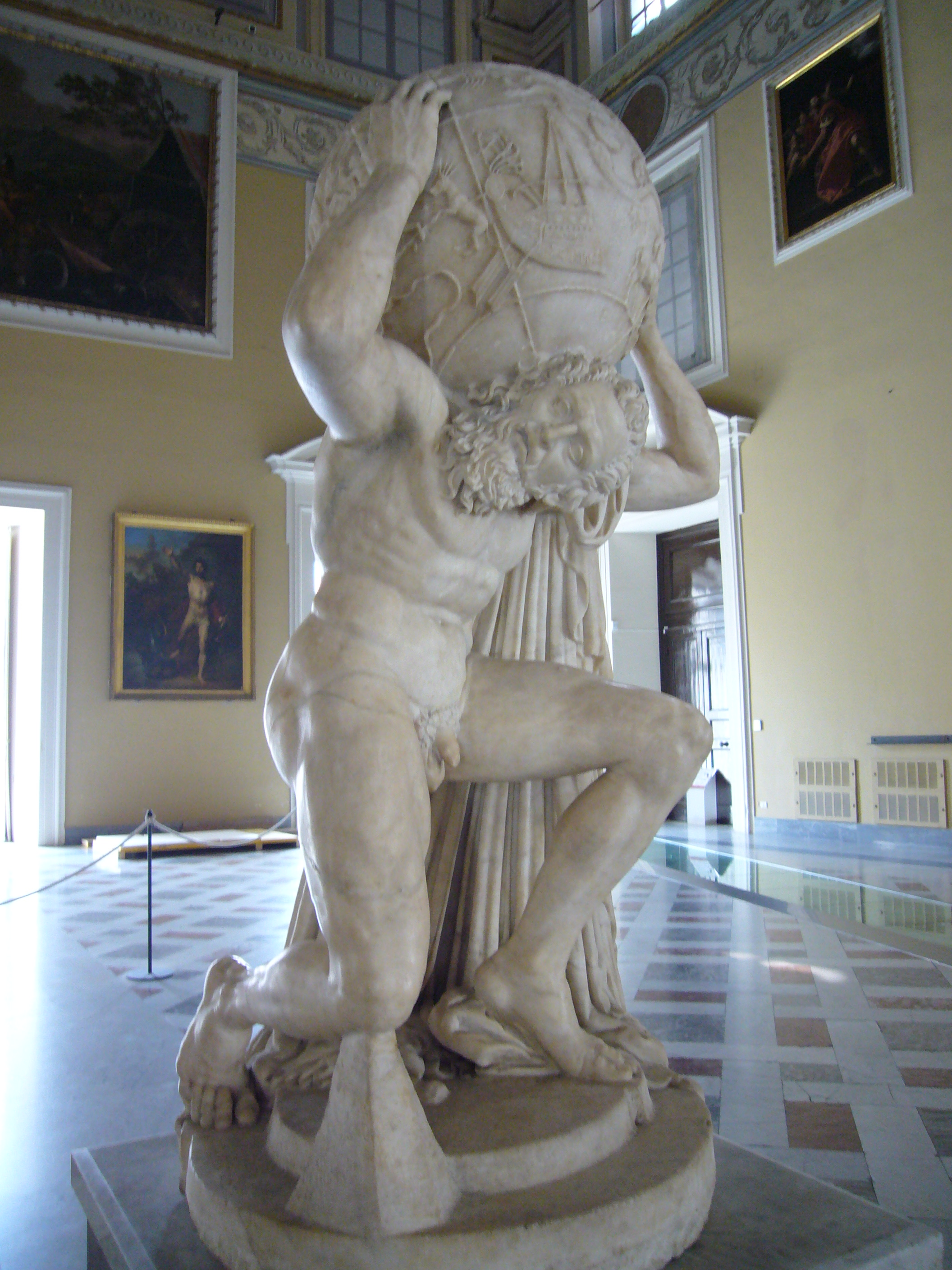
Атлас зі зібрання Фарнезе
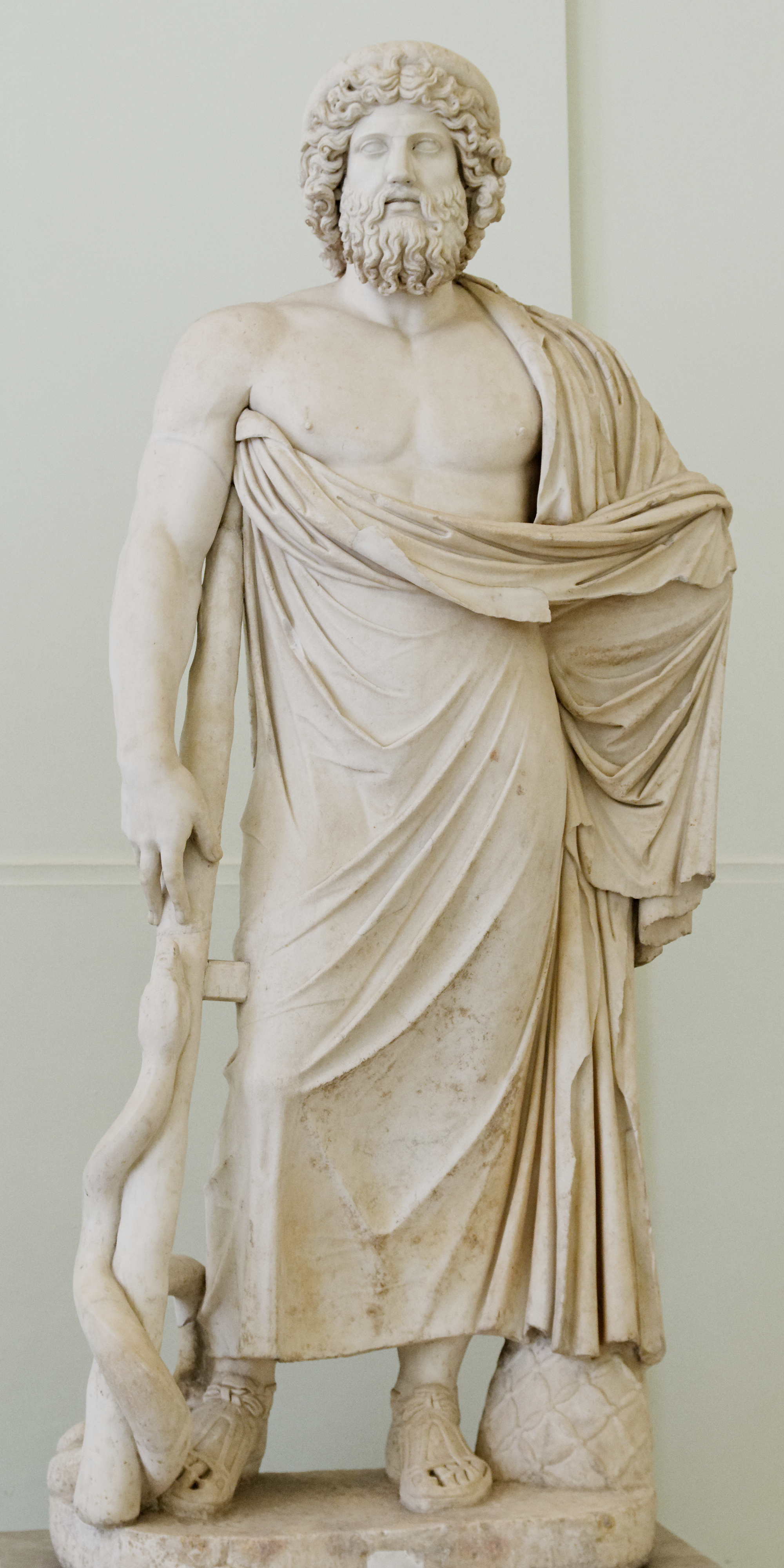
Асклепій.
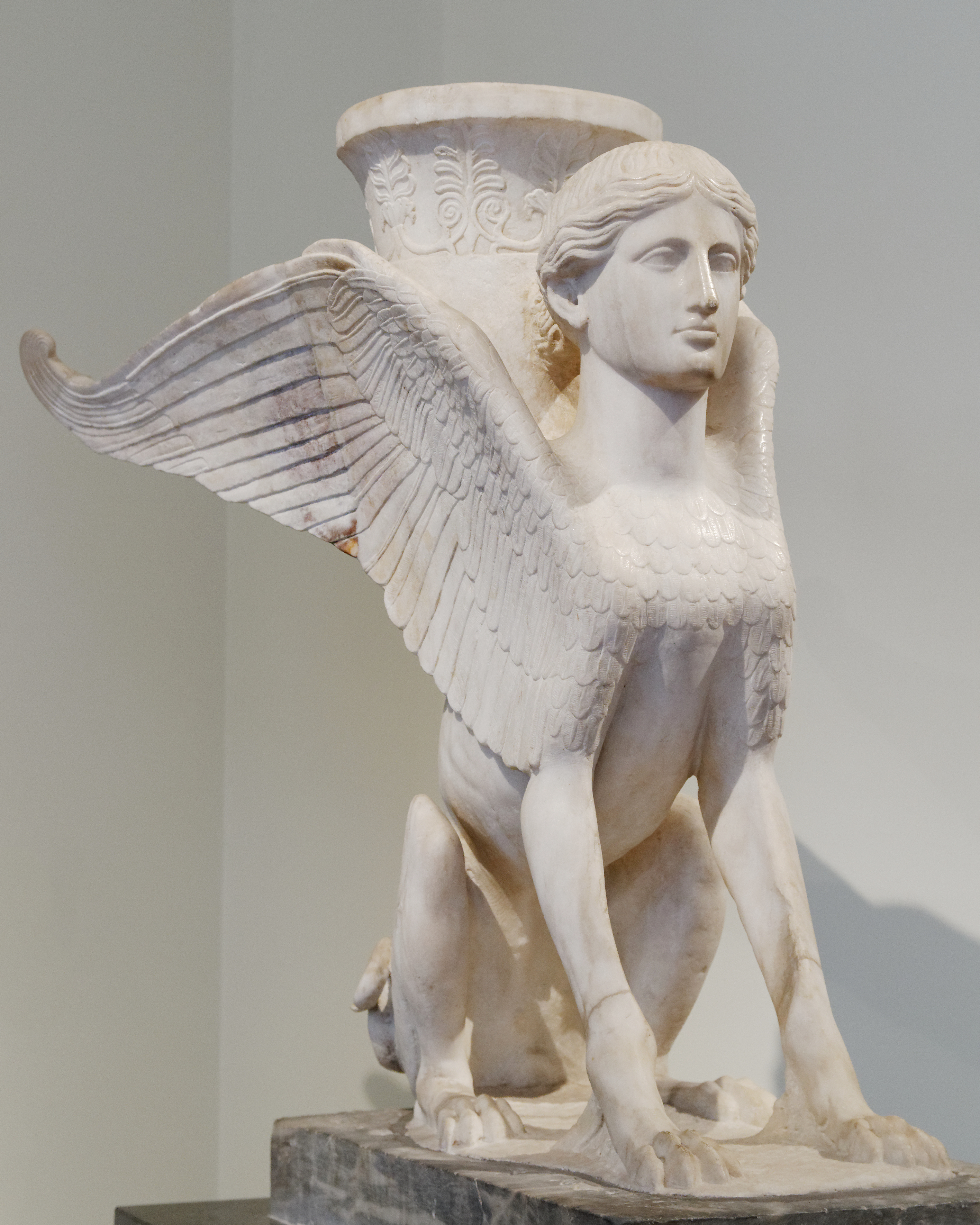
Сфінкс
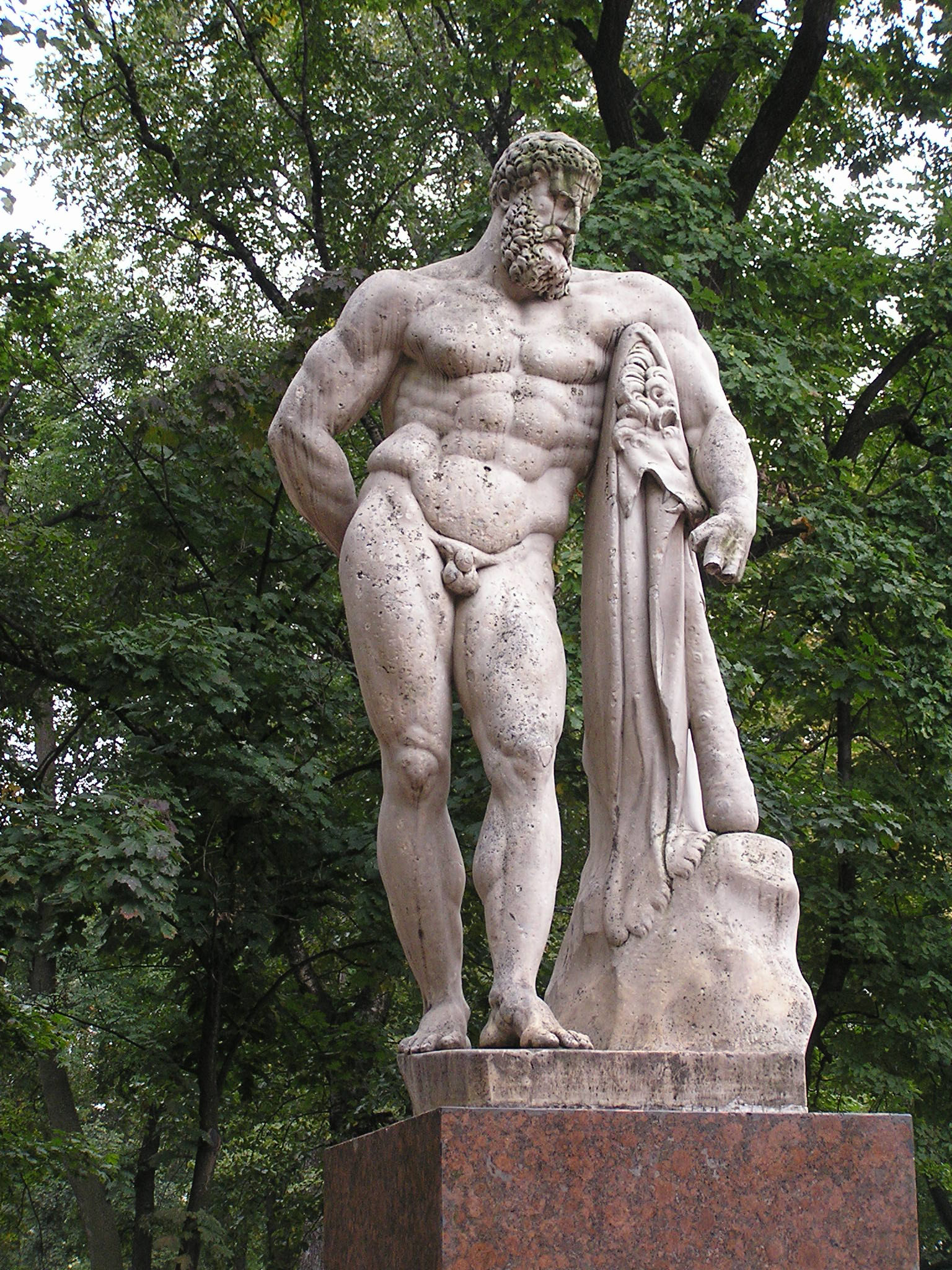
Геракл на відпочинку («Геркулес Фарнезе»). Копія, встановлена в Санкт-Петербурзі

## Бронзові скульптури

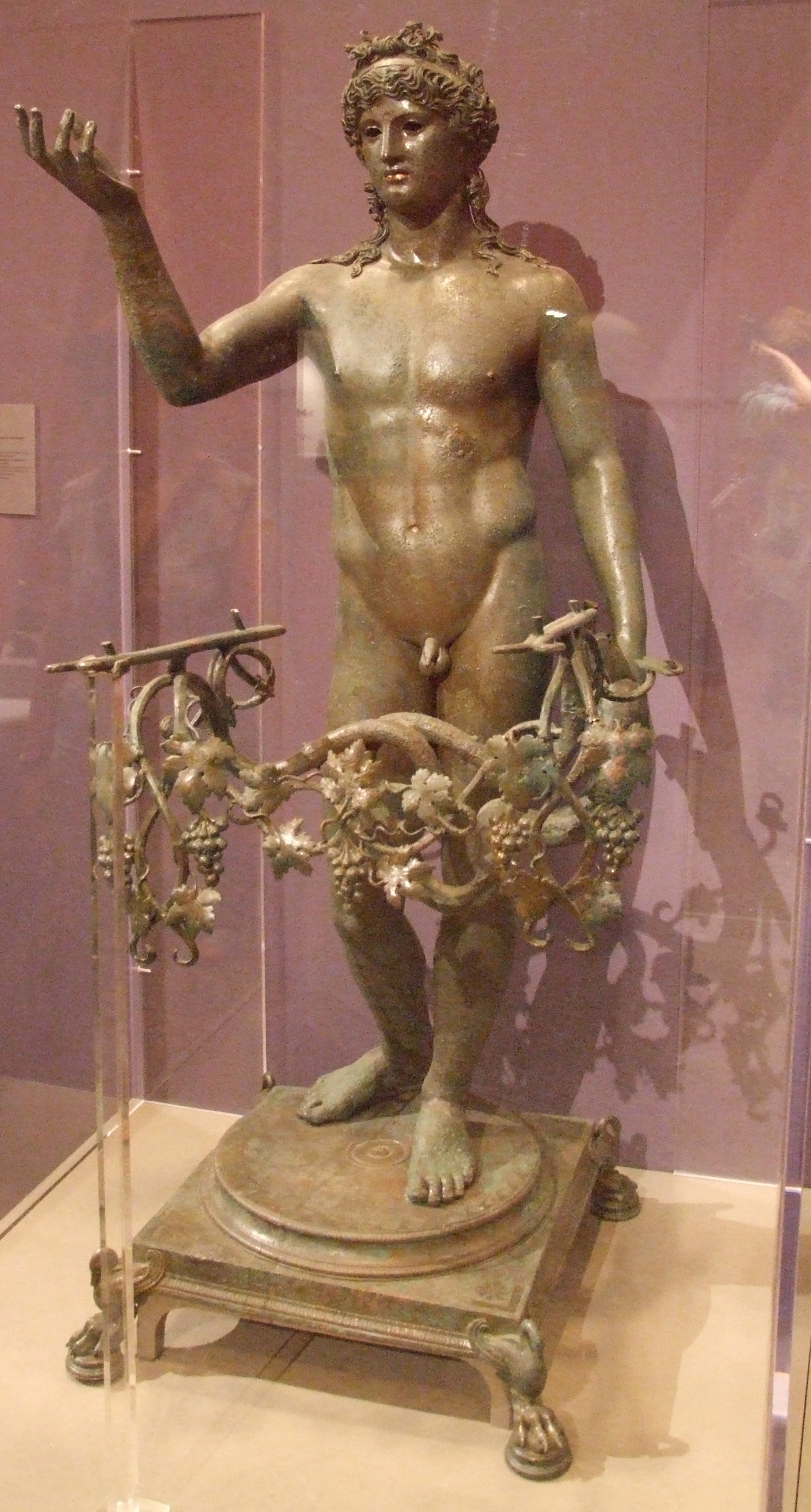
Вакх. Національний археологічний музей (Неаполь).

Розкопки і дали перші значні пам'ятки бронзових скульптур доби античності в якісних копіях чи оригіналах («Танцюючий фавн», з будинку Фавна та ін.) Розкопки в Греції в 19-20 ст. дали уламки бронз вже на територіях самої Греції. В 20 столітті отримала розвиток підводна археологія, що дала унікальну можливість знайдення та вивчення оригіналів античних бронз, мало пошкоджених через особливі умови перебування артефактів (голова філософа з Антикітерського човна, Зевс з мису Артемисіон 1926 р. знаходження, фігура Афіни, знайдена в морі біля Пірея у 1959 р. тощо.) Свій снесок дають і розкопки на суходолі (бронзова скульптура Геракла з Малої Азії, портретне погруддя цариці Динамії, шолом з кургану Мірзи Кекуватського, юнак з кіфарою в збірці музею Ермітаж).
Дрібні бронзові фігури знаходили ще під час варварські проведених розкопок. В Італії античні бронзи стали предметом колекціонування з доби Відродження. Привабливість античних бронз була такою великою, що в Італії 16 ст. відновили технологію їх виготовлення. Розпочалося як копіювання античних оригіналів, так і виготовлення підробок на античний манер. Ними уславився флорентійський скульптор Сімоне Б'янко, що працював у Венеції. Про нього мимохідь згадував Джорджо Вазарі в своїх «Життєписах». Сімоне Б'янко навіть підписи на скульптурах робив грецькою мовою. Другий скульптор — отримав прізвисько Антіко за прихильність до стилістики античних скульптур.

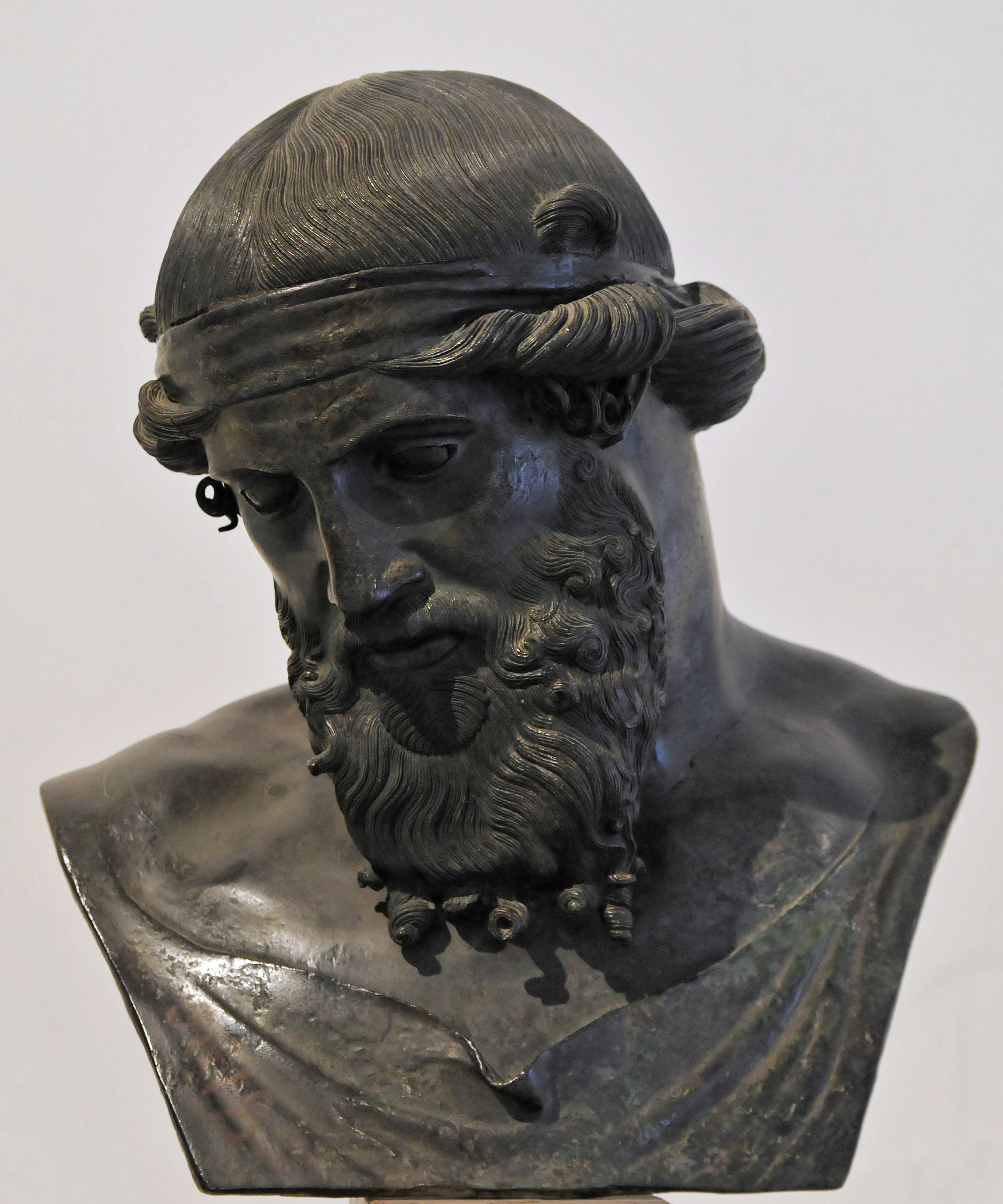
Погруддя Діоніса
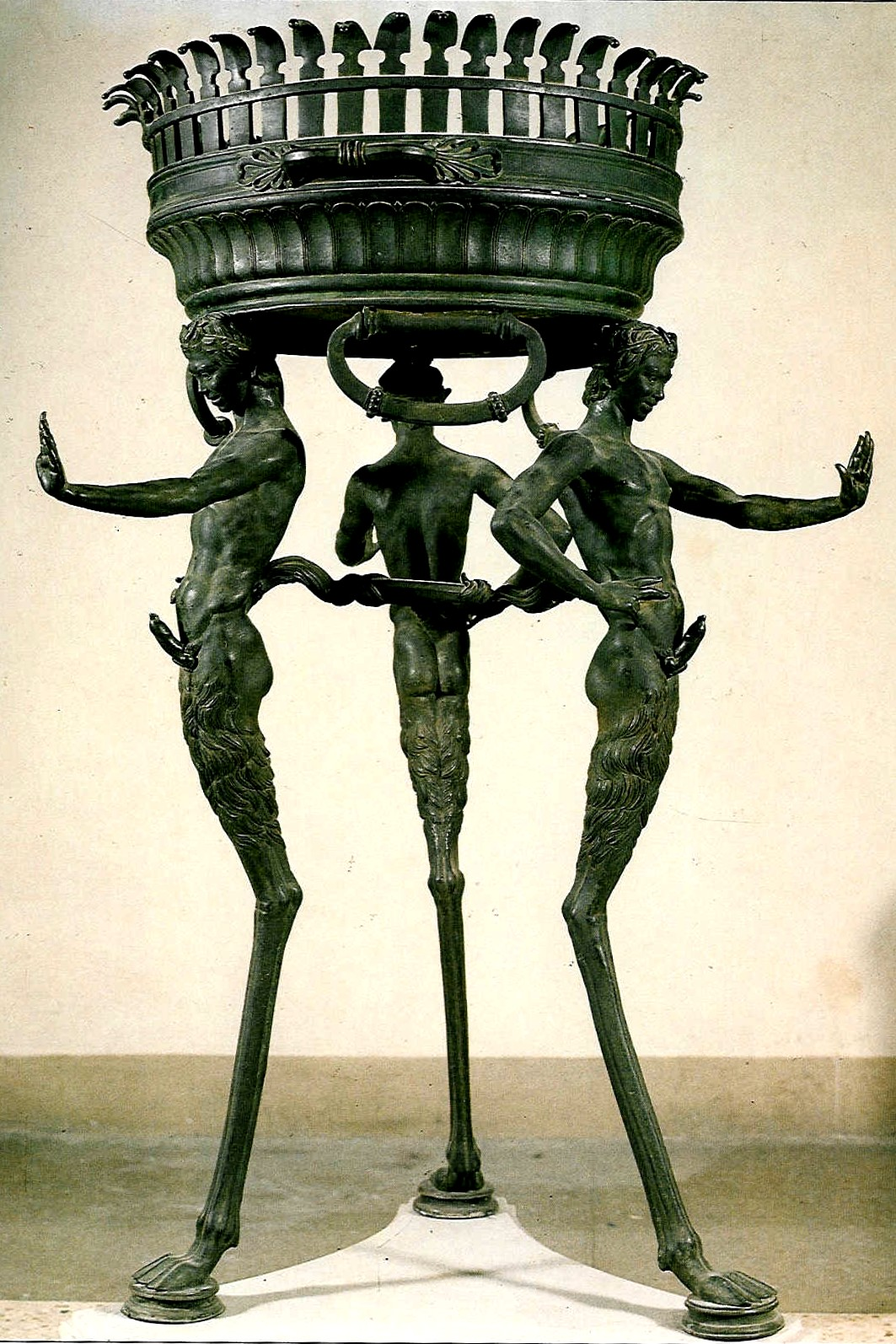
Тринога
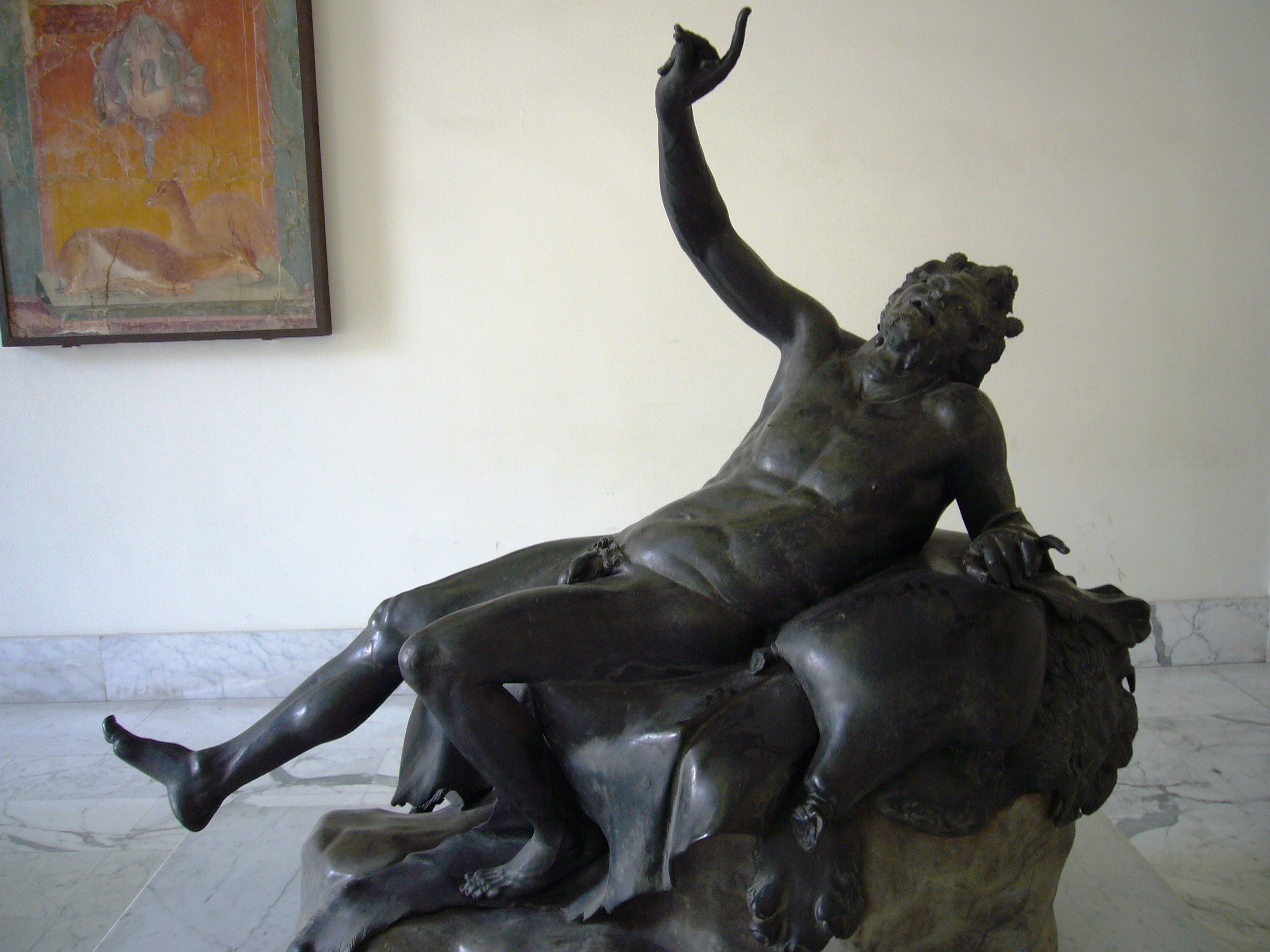
Сатир напідпитку.
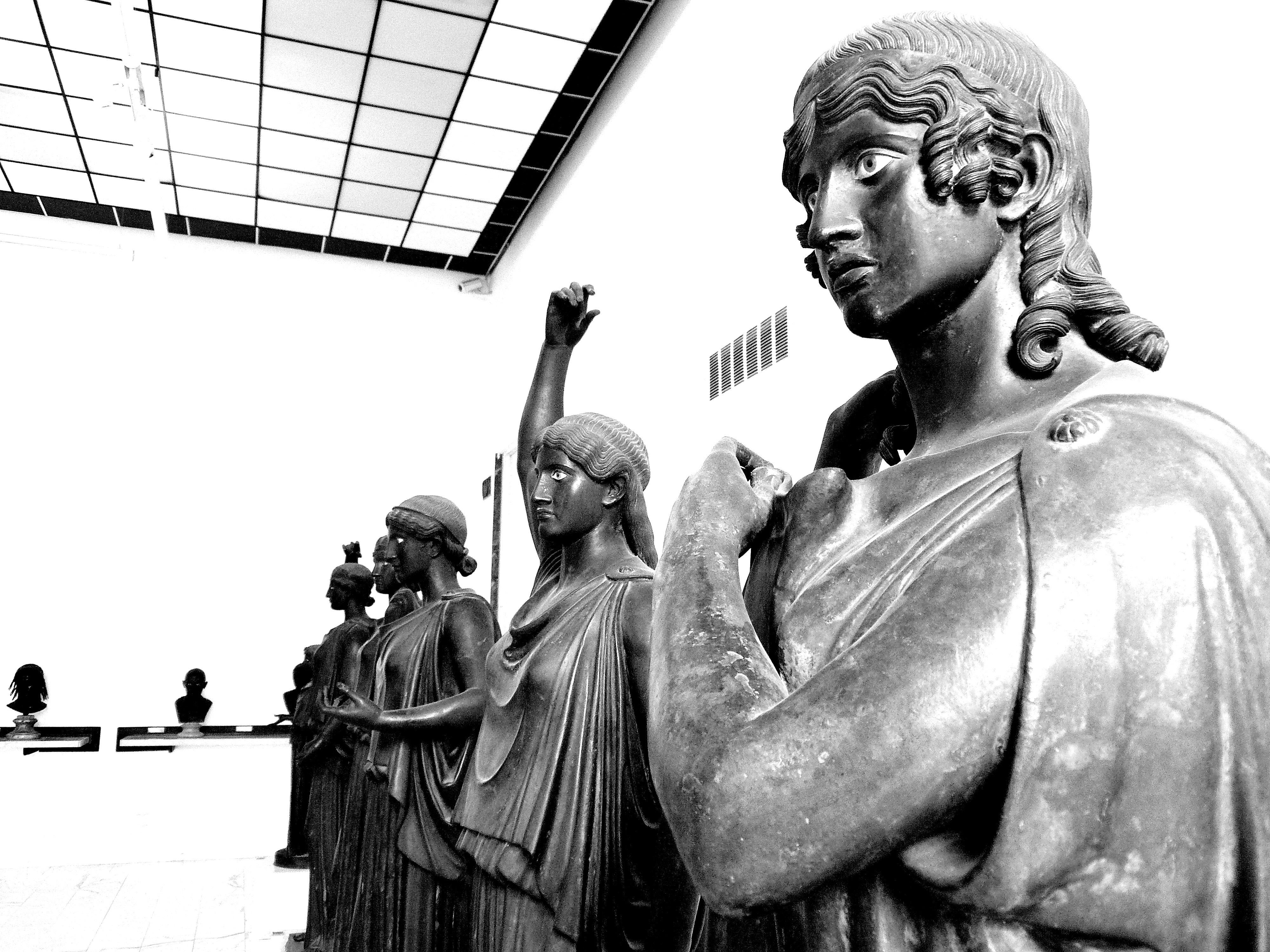
П'ять жіночих фігур з саду вілли Папірусів, Геркуланум. Всі -Національний археологічний музей (Неаполь).

Унікальність знахідок бронзової скульптури і речей ужиткового призначення в тому, що вони знайдені на первісних місцях. Часка їх — шедеври попередніх століть (скульптура ефеба грецького майстра 5 століття до н. е., знайдена в Будинку Корнелія Тегета). Незвичною стала і колекція бронзових столиків. Їх хижацькі вивозили з захопленої Греції, замовляли місцевим майстрам. Обідні і пересувні бронзові столики були справжнім захопленням багатих мешканців. Столики такі різні, що важко знайти два схожих.
Мистецька вартість і збереженість скульптур з бронзи, знайдених в Помпеях, Геркуланумі, була такою високою, що вони стали предметами копіювання і вивезення в інші країни. Брозова копія скульптури «Відпочинок Гермеса» прикрасила фонтан в місті Ужгород (двір Ужгородського замку). Ціла зала бронзових копій скульптур з Неаполя прикрасила залу Музею образотворчих мистецтв імені Пушкіна в Москві тощо.

## Вироби з срібла

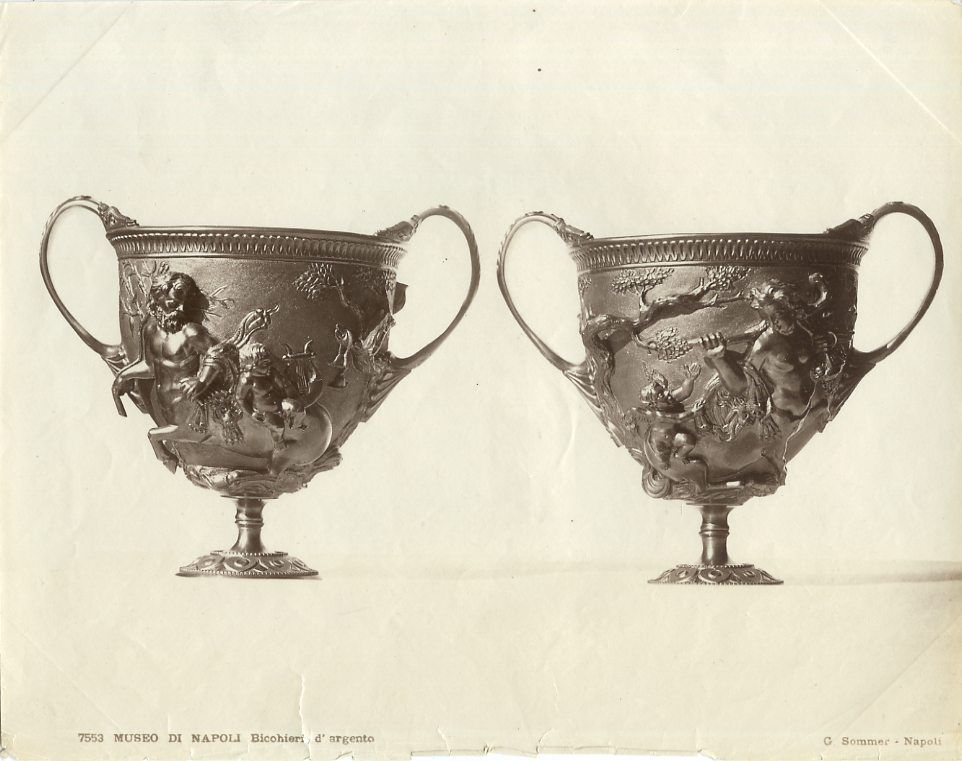
Срібні келихи, знайдені в Помпеях.

Коштовні вироби з срібла знаходили в Помпеях і раніше. Так, в Будинку Менандра був знайдений срібний сервіз, кількість речей якого сягала ста вісімнадцяти зразків. Шедевром ювелірства тої доби був і келих для вина, наріжні боки якого оповиті гілочками з плодами-оливками (канфар з Будинку Менандра). В комплекті було знайдене і срібне дзеркало грецького майстра з зображенням жіночого обличчя на звороті в оточенні візерунків.
Сенсацією стала знахідка 2000 року в Помпеях комплекту столового срібного посуду Стародавнього Риму 1 століття, сукупна вага якого досягла дев'яти кілограмів. Серед знайденого — келихи і тарелі різних розмірів для іжі чи збереження наїдків, для вина і води. Срібний сервіз було ретельно запаковано в плетені кошики і сховано в підвалах недобудованих лазень, де не кожний почав би їх шукати. Комплект отримав назву — The Moregine Silver Treasury. За припущеннями, володар сховав скарб при перших незагрозливих ознаках пробудженого вулкану з метою забрати його пізніше. Можливо, він загинув, тому і не забрав.

## Антична кераміка

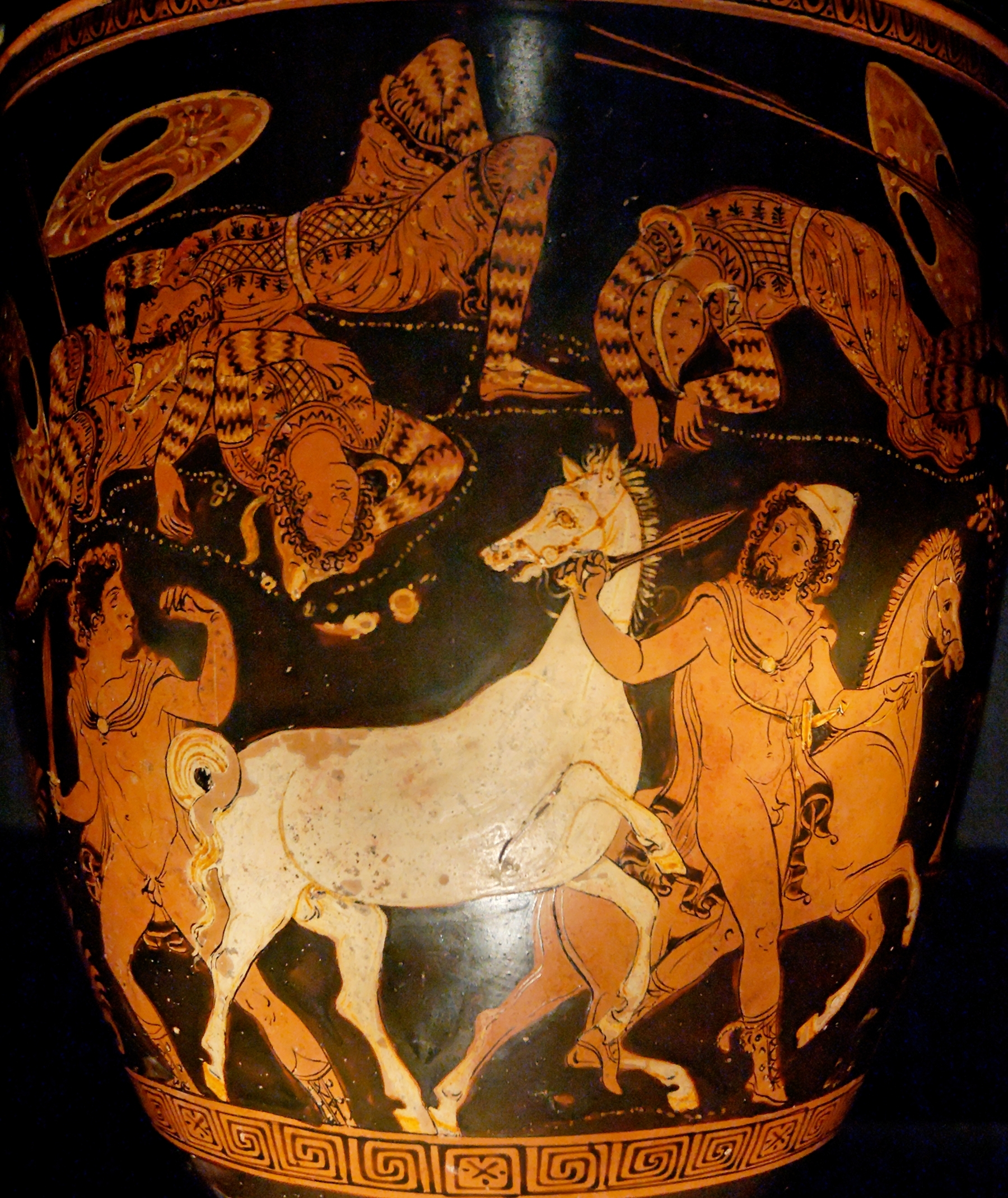
Одіссей і Діомед, викрадення коней фракійського царя
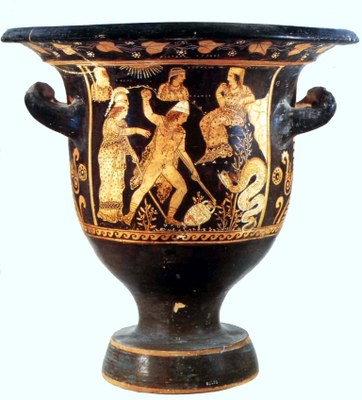
Кратер з розкопок в Кампаньї.

## Колекції Стародавнього Єгипту
Додатком до давньогрецьких і римських археологічних знахідок стала колекція артефактів Стародавнього Єгипту. В її основі дві приватні магнатські збірки — колекція кардинала Борджа, створена ще у 18 столітті та збірка Пікьянті, сформована в перші роки 19 століття. Збірка артефактів Стародавнього Єгипту Національного музею в Неаполі посідає третє місце серед єгипетських колекцій сучасної Італії — після збірок в місті Турин та збірок в Ватикані.